# レッスルエンジェルスの登場レスラー
レッスルエンジェルスの登場レスラーでは、女子プロレスゲーム『レッスルエンジェルス』シリーズ及びスピンオフ作品『美少女レスラー列伝』に登場する女子レスラー、およびその団体について記載する。欄に分けているのは初登場のレスラー別になっており、（）はマスクマンとして登場している時のリングネーム。CVは、特に断りがない限りサバイバー・サバイバー2におけるもの。

## 団体

### 日本国内団体
新日本女子プロレス
作中世界における日本最大の女子プロレス団体。通称・新女。無印（V1）・2（V2）・V3・愛1、2、7話では主人公が所属し、美少女レスラー列伝・SPECIALでもルート分岐によっては所属する。全作品に登場する、ゲームの基盤となる団体。本拠地は東京都。
太平洋女子プロレス
ブレード上原が立ち上げた地方団体。SPECIALでは主人公が序盤に所属するが、後に経営の悪化で解散。本拠地は愛知県。
極東女子プロレス
ブレード上原が、太平洋女子解散後に新たに立ち上げた地方団体。SPECIALではルート分岐によっては主人公が所属する。
WARS
サンダー龍子を始めとした元ワールド女子プロレスのレスラーを中心にして結成された団体。Women's And Roman Spirits（ウィミンズ・アンド・ロマン・スピリッツ）の略称。質実剛健なストロングスタイルのプロレスを展開する。SPECIALではルート分岐によっては主人公が、V3ではライバルの一人が所属する。本拠地は東京都。
JWI
ビューティ市ヶ谷が自分のために、新女のレスラーの半数と共に独立し立ち上げた団体。JWIはJapan Wrestling of Ichigaya（ジャパン・レスリング・オブ・市ヶ谷）の略。2（V2）では主人公もしくはライバルが所属。市ヶ谷のわがままで新女に団体対抗戦を挑み、その敗北後、市ヶ谷のわがままで解散。本拠地は埼玉県。
WOLF
山田遥が立ち上げた、打撃と関節技を中心とし、10カウントKOルールの総合格闘技に近い団体。V3ではライバルの一人が所属する。サバイバー・サバイバー2では登場しない。
ワールド女子プロレス
ドレッド宮城がエースの団体。新女と業界を二分する大手団体であったが、新女との対抗戦に敗北後、フロントの失策により崩壊。美少女レスラー列伝ではルート分岐によっては主人公が、サバイバー2では中森あずみが所属している。本拠地は大阪府。
東京女子プロレス
通称、東女。元はカードゲーム版『リング★ドリーム』に登場する団体。愛3・4・5話で主人公が所属。元は格闘技色の強い武闘派団体だったが、新旧エースを怪我と引退で同時に失ってからはギミックレスラーを多く輩出している。また、育成事業で「プロレス教室」も展開している。エースはソニックキャット。本拠地は東京都。
SWA
美少女レスラー列伝に登場する団体。女社長の木間さえ子が、半ば脅迫じみたやり方でワールドや新女の選手を引き抜いて立ち上げた。SWAはSaeko Wrestling Association(さえ子・レスリング・アソシエーション)の略。ルート分岐によっては主人公が所属する。
日本海女子プロレス
スーパー・サバイバー・サバイバー2にCOM団体として登場する団体。本拠地は石川県。
パラシオン
サバイバー・サバイバー2にCOM団体として登場する団体。本拠地は広島県。
激闘龍
サバイバー・サバイバー2にCOM団体として登場する団体。本拠地は兵庫県。
プロレスリング・ネオ
サバイバー・サバイバー2にCOM団体として登場する団体。ドルフィン早瀬が所属。本拠地は神奈川県。
葵女子プロレス
スーパーにCOM団体として登場する弱小団体。全国規模の興行を狙う。
帝国女子プロレス
スーパーにCOM団体として登場する団体。全国規模の興行を狙う。
PLUM女子プロレス
スーパーにCOM団体として登場する団体。中国地方中心の興行を狙う。
GGJ
愛6話に登場する団体。Golden Girls of Japan（ゴールデン・ガールズ・オブ・ジャパン）の略称。とある芸能事務所が、女子プロレス人気にあやかって結成した団体。ガルム小鳥遊・レインボー岩城などを集めて旗揚げするも、責任者の失策で旗揚げ戦にて大失敗をし、その後小鳥遊を中心にラフファイト路線に転換するも、大きく成長することなく解散した。

### 日本以外の団体
AAC
メキシコに本拠地を置くルチャリブレの団体。新女とも提携しており、V1・2（V2）・SPECIALでは主人公らが武者修行へと赴く。エースはチョチョカラス。
WWCA
アメリカに本拠地を置く団体。米国においてはIWWFに次ぐ規模を誇る。団体経営作品におけるエースはダークスターカオス。
IWWF
アメリカに本拠地を置く団体。米国ひいては世界において業界最大手団体となっている。新女はこの団体のアジアヘビー級ベルトを団体のトップのベルトとしており、また、無印（V1）・3ではこの団体のヘビー級ベルトを、2（V2）ではタッグベルトを、V3ではIWWF・WWCA・EWAの三団体統一ヘビー級ベルトを巡るタイトルマッチが最終戦となっている。エースは無印（V1）ではレミー・ダダーン、団体経営作品ではクリス・モーガン。
EWA
ヨーロッパに本拠地を置くキャッチ・アズ・キャッチ・キャンスタイルの団体。2（V2）では主人公とライバルが武者修行へと赴く。エースは美少女レスラー列伝ではノーラン・ワンツ、2（V2）以降はナスターシャ・ハン。
ECWW
V3にのみ登場するロサンゼルスの地方団体。アメリカでは珍しく、アメリカンプロレスではなく日本風のストロングスタイルのプロレスを展開する。
GWA
スーパー・サバイバー・サバイバー2に登場するカナダに本拠地を置く団体。エースはスーパーではレミー・ダダーン、サバイバー・サバイバー2ではローズ・ヒューイット。
WWA
3に登場するメキシコに本拠地を置く団体。IWWF傘下の団体だと思われる。エースはジェニー・サモアン。
USWW
3に登場するアメリカに本拠地を置く団体。また、SPECIALでもジャニス・クレアがかつて所属していたことが語られる。エースはアニー・ビーチ。
TWWA
サバイバー・サバイバー2に登場するアメリカに本拠地を置く団体。エースはジェナ・メガライト。
USWA
美少女レスラー列伝に登場する団体。エースはグレタ・バーレン。

## 登場レスラー

### レッスルエンジェルス
マイティ祐希子
本名、新咲祐希子。シリーズの主人公的存在であり、無印では最初に選べる8人のうちの一人、V1では主人公、それ以外の作品でも中心的役割で登場する。
プロレス入りする前はストリートファイトに興じていたが、ドラゴン藤子にその才能を見出され新女に入団する。
メキシコ遠征にてIWWFジュニアヘビー王者に戴冠し頭角を現す。帰国後、のちに「レッスルエンジェルス」と呼ばれることになる革命軍を結成、パンサー理沙子率いる正規軍との抗争を行い、結果、理沙子よりIWWFアジアヘビー王者を奪取、新女のトップへと上り詰める。
その後、革命軍を率いて再度のメキシコ遠征でエムサンドのAACヘビー級王座に挑戦し、続いてアメリカで前IWWFヘビー級王者レミー・ダダーンを撃破、さらにビューティ市ヶ谷・ダークスターカオスらとのIWWFヘビー級ベルトを巡る争奪戦にも勝利し世界王者に戴冠、以後5年間にわたる長期政権を築く。
世界王者となった後は新女のエースとして団体を牽引し、市ヶ谷によるJWI分離騒動の際も新女を率いて対抗戦を勝利に導いた。
武藤めぐみ に敗れIWWFヘビー級ベルトを失った後も、トップイベンターとして活躍し続けたが、市ヶ谷・メガライトとの場外乱闘の際の事故で脚を骨折し長期欠場を余儀なくされる。
しかし、欠場中も多くのレスラーに影響を与え続け、約1年半のブランクを経て復帰した後には自分の後継者として木村華鳥 の育成にも力を注ぎ、アテナ・スーパーノヴァにも参加した。
好物はカレー。必殺技はムーンサルトプレス・JOサイクロン。
誕生日は3月3日。出身は山口県。キャラのイメージの原型は、第1作の時は長与千種、3の時点では長州力。
CV：久川綾（ダブルインパクト）、笠原留美（NECアベニュー版ドラマCD）、三石琴乃（ムービック版ドラマCD）、中原麻衣（サバイバー・サバイバー2）
ボンバー来島
本名、来島恵理（きしま えり）。マイティ祐希子のベストパートナーであるパワーファイター。無印では最初に選べる8人のうちの一人。
祐希子と共に入団テストに合格した同期生で、祐希子とは私生活上でも親友。
祐希子が革命軍を結成した際には、ともに革命軍に加わる。祐希子のアジアヘビー戴冠後、祐希子とともにメキシコ・アメリカと転戦した。
祐希子政権下ではIWWFアジアヘビー級王座・祐希子と共にIWWFタッグ王座に戴冠、JWI分離騒動の際も新女に留まる。
その後、IWWFタッグ王座をスナイパーシスターズに敗れ失うと、雪辱戦における祐希子のパートナーの座とIWWFアジアヘビー級王座を賭けて武藤めぐみ と闘い敗れた。
無冠となった後は、一時アメリカへ武者修行に渡ったが、その後も祐希子のことを公私にわたって支え続ける。アテナ・スーパーノヴァにも参加した。
大のホークスファン。必殺技はナパームラリアット
誕生日は8月13日。出身は福岡県。キャラのイメージの原型は、第1作の時はライオネス飛鳥、3の時点では「祐希子にとっての坂口」。
CV：松本梨香（ダブルインパクト）、津村まこと（NECアベニュー版ドラマCD）、渡辺久美子（ムービック版ドラマCD）、野田順子（サバイバー・サバイバー2）
ビューティ市ヶ谷
本名、市ヶ谷麗華（Vシリーズでは麗子）。マイティ祐希子のライバル。
世界有数の大財閥である市ヶ谷財閥の令嬢であり、元柔道王者。
祐希子たちとは同世代だが、柔道での実績がある彼女は入団テストを経ずに新女のスカウトにより入団した。その入団記者会見の際に祐希子と乱闘騒ぎを起こし、それ以来、両者は犬猿の仲となる。祐希子が革命軍を結成した際には正規軍側に付いて祐希子と対立した。
祐希子がパンサー理沙子よりIWWFアジアヘビー級ベルトを奪取しIWWFヘビー級ベルトも狙い始めると、祐希子より一足早くIWWFヘビー級王者レミー・ダダーンとのタイトルマッチを実現させ、日本人初のIWWFヘビー級王者となる。しかし、その直後、ダークスターカオスとのタイトルマッチに敗北しベルトを喪失、以後は祐希子・カオスらと激しいベルト争奪戦を繰り広げた。
その後、新女の選手への保障の不十分さ等を理由に新女を脱退、新女の選手の半数を引き抜き、新団体・JWIを結成するも、新女との対抗戦に敗北後、突然引退宣言、JWIも崩壊する。
が、何事も無かったかのように復帰宣言し、ジェナ・メガライトとタッグを組み、スナイパーシスターズの持つIWWFタッグベルトを奪取して祐希子たちに挑戦した。
その際に乱闘騒ぎの事故で祐希子に骨折を負わせて長期欠場に追い込むが、武藤めぐみ・結城千種ペアに敗北し、ベルトは喪失する。
祐希子が復帰後、後継者の育成を始めると、対抗して小縞聡美を勝手に弟子として育成を始める。
その後、サンダー龍子のWWCA、ダークスターカオスのIWWF、ジェナ・メガライトのEWAの各ヘビー級ベルトの統一を図り、WARS・WOLFに殴り込みを仕掛けた。が、WWCAヘビー級ベルトの奪取には成功するもEWAヘビー級ベルトの奪取には失敗し計画は頓挫、その直後に木村華鳥 と闘いWWCAヘビー級ベルトも失う。
しかし、諦めた訳ではなく、IWWFヘビー級ベルトの奪取を成功させたことで計画を再始動、三冠王決定トーナメント、アテナ・スーパーノヴァを開催させるに至った。
好物はおでんと庶民的。また、朝のゴミ出しは自分でやっているらしい。
必殺技はビューティボム
誕生日は9月10日。出身は埼玉県。キャラのイメージの原型は、第1作の時はなし、3の時点では「意地悪なときの鶴田」。
CV：新山志保（ダブルインパクト・NECアベニュー版ドラマCD）、高田由美（ムービック版ドラマCD）、根谷美智子（サバイバー）たかはし智秋（サバイバー2）
南利美
マイティ祐希子と同世代の関節技使い。無印では最初に選べる8人のうちの一人。
新女のジムに道場破りに乗り込むが、そこでマイティ祐希子 に敗北し、それが縁で新女にスカウトされてプロレス入りする。
祐希子が革命軍を結成した際には、ともに革命軍に加わる。祐希子のアジアヘビー戴冠後、祐希子とともにメキシコ・アメリカと転戦した。
祐希子・来島とは異なり、市ヶ谷との仲はそれほど悪くなく、JWI分離騒動の際にはJWIに移籍した。JWI崩壊後は再び新女に戻る。
その後、祐希子が怪我により長期欠場をした際には新女のトップ戦線を支えたが、祐希子の復帰を機に、山田遥の設立した新団体・WOLFへと移籍した。WOLFでは山田とともに二枚看板として活躍し、アテナ・スーパーノヴァにも参加した。
趣味はバイク。必殺技は作品によって異なるが、V1においてはサザンクロスアームロック、サバイバーにおいてはネオサザンクロスロックというオリジナル技を持っている。
誕生日は3月1日。出身は高知県。キャラのイメージの原型は、第1作の時はなし、3の時点では「もっと強い淵正信〔ママ〕」。
CV：久川綾（ダブルインパクト）、平松晶子（ムービック版ドラマCD）、沢城みゆき（サバイバー・サバイバー2）
菊池理宇（ラ・ペルフェクタ）
名前は「きくち りゆ」と読む。マイティ祐希子の一番弟子を自称する、祐希子の後輩レスラー。無印では最初に選べる8人のうちの一人。小説版では主役を務めた。
祐希子がメキシコ遠征中（小説版だと遠征出発直前）にテストに合格して新女に入門、IWWFジュニア王者に戴冠した祐希子を深く敬愛する。
祐希子が革命軍を結成した際には、ともに革命軍に加わる。祐希子のアジアヘビー戴冠後、祐希子とともにメキシコ・アメリカと転戦した。また、小説版では祐希子たちはメキシコに行かず、菊池のみが単身メキシコへと遠征、覆面レスラーのラ・ペルフェクタとして活躍し、アテナクライマックスにも出場した。
祐希子政権下ではIWWFジュニアヘビー級王座に戴冠する。
JWI分離騒動が起きた際にも新女に残り祐希子を支え、若手の壁として武藤めぐみ の前に立ちはだかった。
その後、首の故障が原因で引退。引退後に結婚し、ロサンゼルスでレスリングスクールを開設、木村華鳥・草薙ひよこ・ソニア稲垣の3人の留学を受け入れた。
必殺技はフランケンシュタイナー・DDT（小説版・V1）・ダイビングヘッドバット（V2）・零戦ミサイル（サバイバー・サバイバー2）。
誕生日は6月24日。出身は宮城県。キャラのイメージの原型は、第1作の時は菊池毅、3の時点では「優しい獣神」。
CV：冬馬由美（ダブルインパクト）、白鳥由里（ムービック版ドラマCD）、水樹奈々（サバイバー・サバイバー2）
パンサー理沙子
本名、佐久間理沙子。マイティ祐希子の一世代上のレスラー。無印では日本に置けるラスボスとして登場。
祐希子の新女入団時点で既に新女のトップを張っており、祐希子がメキシコ遠征より帰国した頃に前エースのドラゴン藤子よりIWWFアジアヘビー級ベルトを奪取する。
その後、同期のブレード上原との軍団抗争や空手家の吉原泉（ミミ吉原）との異種格闘技戦を闘い王座を守るが、ドラゴン藤子引退の原因となった怪我に責任を感じ、次第に実力を発揮しきれなくなる。
祐希子率いる革命軍との抗争の末、IWWFアジアヘビー級ベルトを失うと、後事を祐希子に託し次第に第一線からは退く。
祐希子政権下で引退し、以後はフロント、解説として新女を裏から支え続ける。
その後、リングアナウンサーのファウルチップ服沢と交際を始め、後に結婚することになった。
必殺技はキャプチュード。
誕生日は11月10日。出身は、美少女レスラー列伝では新潟県、3・サバイバー・サバイバー2では東京都。キャラのイメージの原型は、第1作の時はジャガー横田、3の時点では「弱いアントニオ猪木」。
CV：小山裕香（ダブルインパクト）、篠原恵美（サバイバー・サバイバー2）
ブレード上原（エムサンド）
本名、上原京子（サバイバー・サバイバー2では今日子）。パンサー理沙子と同世代のレスラー。無印ではメキシコに置けるラスボス、また、その後の選択肢によってプレイヤーキャラとしても使用可能。
理沙子と共に新女のトップ戦線を支えていたが、理沙子のIWWFアジアヘビー級ベルト獲得後、プロレスに対する考え方の相違から理沙子と対立、理沙子のIWWFアジアヘビー級ベルトに挑戦するも敗れ、新女を脱退する。
その後、単身メキシコに渡り、覆面レスラー・エムサンドとしてAACのトップ戦線を賑わし、チョチョカラスからAACヘビー級ベルトを奪取することにも成功する。
2度目のメキシコ遠征に来たマイティ祐希子の挑戦を受けた後は、後進の育成にも力を注ぐようになった。アテナクラウンにも元AACヘビー王者として参加した。
帰国後、JWIが新女から分離した際にはフリー契約でJWIマットに上がり、反乱軍を結成してビューティ市ヶ谷率いる正規軍と抗争を繰り広げた。
その後は太平洋女子プロレスを結成し、大高はるみ等後進の育成に当たるも、経営難により団体は解散。
しばらくフリーとして活動した後、極東女子プロレスを立ち上げた。
必殺技はウラカン・ラナ、フランケンシュタイナー。
誕生日は12月31日。出身は沖縄県。キャラのイメージの原型は、第1作の時はデビル雅美、3の時点ではマサ斉藤。エム・サンドとしてのイメージの原型はE・サント。
CV：奥島和美（ダブルインパクトダブルインパクト）、進藤尚美（サバイバー・サバイバー2）
ミミ吉原
本名、吉原泉（3・スーパーでは美奈子）。パンサー理沙子と同世代のレスラー。無印では最初に選べる8人のうちの一人。
元空手日本王者であり、空手家時代は斉藤彰子とライバル関係にあった。
空手が最強の格闘技であることを証明するために、最強を自称する新女に殴り込みをかけるが、理沙子との異種格闘技戦の末敗北、それが縁で新女に入団することになる。
プロレス参戦後は空手技でなく関節技を磨き、「関節のヴィーナス」の異名をとった。小説版では祐希子が革命軍を結成した際に、ともに革命軍に加わった。
その後、現役を引退し、解説として新女を裏から支える。JWI分離騒動の際にはJWIにトレーナー兼解説として移籍しているが、ビューティ市ヶ谷の主張に関しては「ただのワガママ」と切り捨てている。
必殺技はフェイスロック・ドラゴンスリーパー。
誕生日は4月4日。出身は神奈川県。キャラのイメージの原型は、第1作の時はミミ萩原、3の時点では藤原喜明。
CV：小野寺麻理子（ダブルインパクト）、雪野五月（サバイバー・サバイバー2）
テディキャット堀
本名、堀咲恵。マイティ祐希子より少し先輩に当たるレスラー。無印では最初に選べる8人のうちの一人。中学時代には走り高跳びの記録保持者であったこともある。
日本人の父とアメリカ人の母を持つハーフ。寮で飼ってはいけない猫をこっそり公園で飼うほどの猫好きで、語尾に「にゃん」と付けて喋る。
祐希子入団時には新女寮の寮長を務めていた。
祐希子が革命軍を結成した際には正規軍側に付き、伊集院光と組んで祐希子たちとアジアタッグ王座を巡って争うも敗れた。
その後、交際する男性ができると寮を出、祐希子政権下で新女を離れる。その男性とは後に結婚した。
ブレード上原が太平洋女子プロレスを結成すると、そこに合流した模様。
また、ドラマCD版では夫が経営するたそがれプロレスに入団し、ママさんレスラーとして活躍。引退後も、たそがれプロレスのコーチとして若手育成に努めた。
必殺技はバックドロップ。
誕生日は11月27日。出身は東京都。キャラのイメージの原型は「小さいジャンボ堀」。
CV：鶴ひろみ（ダブルインパクト）、小野綾子（NECアベニュー版ドラマCD）、神田朱未（サバイバー・サバイバー2）
藤島瞳
菊池理宇の同期に当たるレスラー。無印では最初に選べる8人のうちの一人。
強くなることよりも、人気が出ることを目指すアイドルレスラー。同期の菊池とは喧嘩友達。
祐希子が革命軍を結成した際には、正規軍側に付く。
祐希子政権下で引退し、以後はアイドル活動に専念した。
後輩アイドルレスラーであるキューティー金井にはライバル心を抱いている模様。
必殺技はフライングニールキック・不知火（サバイバー2）。
誕生日は2月9日。出身は京都府。キャラのイメージの原型はベルダンディー。
CV：柳瀬洋美（ダブルインパクト）、桑谷夏子（サバイバー・サバイバー2）
伊集院光
マイティ祐希子よりも少し先輩に当たるレスラー。サバイバー・サバイバー2には登場しない。無印では最初に選べる8人のうちの一人。
芦屋の伊集院財閥の令嬢。同じく財閥令嬢であるビューティ市ヶ谷のことをライバル視している節がある。
現役女子大生でもあり、大学に通いながらプロレスもこなしている。
祐希子が革命軍を結成した際には正規軍側に付き、テディキャット堀と組んで祐希子たちとアジアタッグ王座を巡って争うも敗れた。
祐希子政権下で引退し、その後は伊集院財閥の経営に注力した模様。
また、スーパーではWARSに所属している。
その他、美少女レスラー列伝ではルートによってはSWAに移籍する。
必殺技はパイルドライバー。
出身は兵庫県。キャラのイメージの原型は、第1作の時は大森ゆかり、3の時点では立野記代
CV：冬馬由美（ダブルインパクト）、柳瀬ひろみ（NECアベニュー版ドラマCD）
ダークスターカオス
無印・V1のラスボスに当たる、アメリカ人覆面レスラー。
マイティ祐希子がIWWFヘビー級ベルトを狙い始めたころに、突如として米国マット界に現れた謎のレスラー。
IWWFヘビー級王者であったビューティ市ヶ谷を下してベルトを奪取する。その後、アテナクラウンで祐希子と熾烈な闘いを繰り広げた末に敗れる。
その後も最強ヒールとして米国マット界に君臨し続けた。アテナ・スーパーノヴァにも参加した。
その正体は、美少女レスラー列伝や愛2話における描写から、マリア・ロードンである可能性が高い。なお、美少女レスラー列伝においてはルートによっては主人公がカオスのマスクをかぶり、新たなるカオスとなるという展開も存在する。また、ブリザードYukiの母親がその正体であるようにほのめかされるルートもある。
六角葉月、ソフィー・シエラとは友人。
なお、スーパーに置いてはスーパーカオスの名前で登場している。
必殺技はダークスターハンマー。
誕生日は4月26日。
所属団体は、団体経営作品ではWWCA。
キャラのイメージの原型は、第1作の時はビッグバンベイダー、3の時点では「スーパーベイダー（笑）」。
CV：小山裕香（ダブルインパクト）、高松由香（サバイバー）、臺奈津樹（サバイバー2）
デスピナ・リブレ
マイティ祐希子が初のメキシコ遠征を行った頃にメキシコでデビューしたレスラー。無印ではメキシコに置ける一人目のボスとして登場。
祐希子のメキシコデビュー戦の相手を務め、その後、親交を深める。祐希子がIWWFジュニアヘビー級ベルトを返上した後、世代の近い菊池理宇とベルト争奪戦を繰り広げる。
その後も、メキシコにおける中堅選手として活躍を続け、日本から遠征に来た数多くの選手と親交を結んだ。
彼女はダブルインパクト以外の全作品に登場する。これは全作品に登場するダークスターカオスに次ぎ、3にのみ登場しないチョチョカラスと並ぶ第2位の登場作品数である。
必殺技はスイングDDT、フランケンシュタイナー（V1）、フライングボディプレス（サバイバー）、不知火（サバイバー2）。
誕生日は3月19日。
所属団体は、3ではWWA、スーパーではIWWF、サバイバー・サバイバー2ではAAC。
キャラのイメージの原型は、第1作の時はP・アグアーヨ、3の時点ではネグロ・カサス。
CV：福井美樹（サバイバー）、外村茉莉子（サバイバー2）
チョチョカラス
「仮面の貴婦人」の異名を取る覆面ルチャドーラ。AACのエースで、メキシコでは絶対的な人気を誇っている。無印ではメキシコに置ける二人目のボスとして登場。
長らくAACヘビー級ベルトを保持し続け、一時、エムサンドに敗れベルトを喪失するも、AACのトップの座は揺るがず、アテナクラウンにも参加した。
その後、AACヘビー級ベルトを取り返し、長きにわたって第一線で活躍し続ける。アテナ・スーパーノヴァにも参加した。
必殺技はムーンサルトプレス。
誕生日は11月30日。
所属団体はAAC。
キャラのイメージの原型は、第1作の時はドス・カラス、3の時点ではエル・カネック。
CV：中山真奈美（ダブルインパクト）、斉木美帆（サバイバー・サバイバー2）
ダイナマイト・リン
本名、リンダ・ギルバート。過激な発言と荒々しいファイトで人気を博すヒールレスラー。
デビュー直後にGGJ旗揚げ戦に招かれ、ガルム小鳥遊のデビュー戦の相手を務めることで日本デビュー。GGJがラフファイト路線に転換すると、事実上の団体トップとして幾度となく小鳥遊とパワー対決を繰り広げ人気を博す。
小鳥遊やその後輩・オーガ朝比奈とは個人的に交友関係を結び、GGJ崩壊後、ともに新女に殴り込みを仕掛けた。
その後、米国を中心に中堅ヒールとして長らく活躍する。武藤めぐみ のアメリカ遠征時には先輩としてヒールの振る舞い方を教えた。
必殺技はダイナマイトスパイク。
誕生日は12月6日。
所属団体は3ではUSWW、サバイバー・サバイバー2ではWWCA。
キャラのイメージの原型は、第1作の時は「ヤンキーねーちゃん」、3の時点ではダニー・スパイビー。
CV：鹿野優以
ミリア・メアーズ
無印・Vシリーズ・美少女レスラー列伝にのみ登場。マイティ祐希子のアメリカ遠征時の北米ジュニア王者。アメリカでは珍しい、ストロングスタイルのレスラー。
主にアメリカ西海岸を中心として活躍。アテナクラウンにも参加。武藤めぐみ のアメリカ遠征時には先輩としてヒールの振る舞い方を教えた。
必殺技はSTF、ドラゴンスリーパー（美少女レスラー列伝）。
キャラのイメージの原型は、第1作の時は「キャンギャルの姉ちゃん」、3の時点では「チック・ドノバン（笑）」。
レミー・ダダーン
マイティ祐希子のアメリカ遠征時のIWWFヘビー級王者。関西弁で喋る、アメリカのパワーレスラー。無印ではアメリカにおけるラスボスとして登場。
彼女の持つIWWFヘビー級ベルトを狙って祐希子はアメリカ遠征に出るも、その直前にビューティ市ヶ谷とのタイトルマッチに敗れてベルトを失う。アテナクラウンにも元IWWFヘビー級王者として参加した。
その後、武藤めぐみ のアメリカ遠征時にはGWAヘビー級王座に就いていた。
必殺技は、作品によって違うが、パワースラムやアルゼンチンバックブリーカー等、パワー技であることは共通。
所属団体はスーパーではGWA、サバイバー・サバイバー2ではIWWF。
誕生日は6月26日。
キャラのイメージの原型はレジー・ベネット。
CV：中西悠（サバイバー）、安田早希（サバイバー2）
バニー・ボンバー
無印・美少女レスラー列伝・サバイバー2にのみ登場する、元モデルという経歴を持つレスラー。本名、サーラ・クラレンス。無印ではアメリカの一人目のボスとして登場。
セクシーなコスチュームと抜群のスタイルから、アメリカでは高い人気を誇っている。
必殺技はムーンサルトプレス。
サバイバー2における所属団体はGWA。
誕生日は3月3日。
キャラのイメージの原型は、第1作の時はバニーガール、3の時点ではR・サベージ。
CV：川名真知子
ピンクパイレーツ1号・2号
無印にのみ登場。メキシコにおいて、デスピナやカラスの前座を務めた。
SPECIALのスーパーパイレーツ、V3のSパイレーツ1号・2号との関連は不明。
必殺技は凶器攻撃。
キャラのイメージの原型はマシン1号&2号。
クノイチマスター
無印と美少女レスラー列伝にのみ登場。無印ではアメリカに置ける二人目のボスを務める。
スーパーのザ・ニンジャとの関連は不明。
必殺技はジャーマンスープレックス。
美少女レスラー列伝における所属団体はIWWF。
キャラのイメージの原型はグレート・ムタ。

### レッスルエンジェルス2
武藤めぐみ（ブシドー）
2（V2）における主人公の一人。通称：『むとめ』。
中学時代には走り高跳びのジュニア記録保持者であったこともあるほどの運動神経を持つ。
友人と共に東京に遊びに来た際、暇潰しに新女の入門テストを受けそのまま合格、プロレス入りした。この時に出会った結城千種は、後に一番の親友となる。
（この後は、主人公を武藤とするか結城にするかによって展開が異なるが、ここでは武藤を主人公とした展開を書く。結城を主人公とした場合は下記の結城と武藤が入れ替わる）
デビューの後、会社にメキシコ遠征を打診されるほどの有望株とみなされるようになる。
ビューティ市ヶ谷によるJWI分離騒動の際には、各団体の代表として結城と共にEWAへと遠征、覆面レスラー・ブシドーとして活躍する。
帰国後、団体の若手の壁であったレスラーを破り、評価を高める。
JWI崩壊後はアメリカ遠征へと赴き、そこで初めてベルトの奪取に成功した。
マイティ祐希子・ボンバー来島組がスナイパーシスターズに敗れIWWFタッグ王座を失った際に、会社から雪辱戦における祐希子のパートナーとして指名されたため帰国する。
その後は、来島とのIWWFアジアヘビー級、スナイパーシスターズとのIWWFタッグとトントン拍子にタイトルマッチが組まれていき、遂には祐希子とのIWWFヘビー級王座も奪取、5年間にわたる祐希子政権に終止符を打つ。
その後、祐希子と共にメガライト・市ヶ谷組の持つIWWFタッグ王座に挑戦しようとしたが、その矢先に、場外乱闘時の事故で祐希子が負傷し欠場してしまう。一時ベルト奪取は絶望的かと思われたが、遠征先の欧州から駆け付けた親友の結城とタッグを結成し、見事IWWFタッグ王座の奪取に成功した。
その後、新女の新たなるエースとして結城と共に祐希子欠場中の新女を支え、祐希子復帰後も新女のトップとして活躍し続けた。
また、NECアベニュー版ドラマCDではたそがれプロレスに移籍している。
必殺技はフランケンシュタイナー・フライングニールキック。
誕生日は4月4日。出身は静岡県。キャラのイメージの原型は、2の時は「くどめ&武藤」、3の時点では武藤敬司。
CV：林原めぐみ（ダブルインパクト）、氷上恭子（NECアベニュー版ドラマCD）、宮村優子（ムービック版ドラマCD）、桑島法子（サバイバー・サバイバー2）
結城千種（ヤワラ）
2（V2）における主人公の一人。通称：『ちだね』。
新女の入門テストを受けに来た際に道に迷い、その時に道を聞いた縁で、後に一番の親友となる武藤めぐみと知り合う。
（この後は、主人公を武藤とするか結城にするかによって展開が異なるが、ここでは武藤を主人公とした展開を書く。結城を主人公とした際の展開は武藤めぐみの項を参照）
デビューの後、しばらく日本で活躍するが、そんな中ビューティ市ヶ谷によるJWI分離騒動が発生。どちらに所属するかで悩んだ結果、武藤とは別の団体に所属することになってしまう。
その後、団体の代表としてEWAへと遠征するが、そこで偶然、覆面レスラー・ブシドーとして活躍する武藤と再会する。
帰国後、団体の若手の壁であったレスラーを破り、評価を高める。
JWI崩壊後も日本に留まるが、アメリカや日本で次々とベルトを獲得する武藤の姿を見て自信を失い、単身、欧州へと武者修行へと向かう。
その後、欧州王座の獲得に成功して帰国、ちょうど祐希子の負傷によりパートナーを失っていた武藤とタッグを結成し、IWWFタッグ王座の奪取に成功した。
その後、新女の新たなるエースとして武藤と共に祐希子欠場中の新女を支え、祐希子復帰後も新女のトップとして活躍し続けた。
趣味は野球で、新女でも草野球チームを結成している(ただし、運動神経は悪くないはずなのに何故か野球は下手で、打順は8, 9番、守備はライトが定位置となっている)。必殺技はバックドロップ。
誕生日は2月28日。出身は愛知県。キャラのイメージの原型は、2の時は長与千種、3の時点では「能天気な蝶野正洋」。
CV：玉川沙己子（ダブルインパクト）、池澤春菜（NECアベニュー版ドラマCD）、荒木香恵（ムービック版ドラマCD）、川澄綾子（サバイバー・サバイバー2）
小川ひかる
祐希子政権下で新女に入団した、世代的には菊池理宇と同期に当たる選手。
アマチュアレスリングをやっていたが、ファルコン香月の誘いでワールド女子プロレスに入団した。ワールド女子崩壊に前後して新女に移籍した模様。
新女では南利美に師事し、関節技を鍛える。
ビューティ市ヶ谷によるJWI分離騒動が発生した際には、南と共にJWIに移籍し、そこで若手の壁として武藤めぐみ の前に立ちはだかった。
その後、サンダー龍子が旧ワールド女子のレスラーを中心として新団体・WARSを結成するとそちらに移籍した。
また、徳間書店版漫画では龍子のパートナーとして描かれており、龍子がWARSを退団する際には行動を共にしている。
引退後のことも考え、今から様々な資格の取得に励むという勉強家な一面もある。
必殺技は作品によって異なるが、ストレッチプラムやドラゴンカベルナリア等関節技を得意とする。
誕生日は11月30日。出身は長野県。キャラのイメージの原型は小川良成。
CV：高木真砂子（ダブルインパクト）、本多知恵子（サバイバー）、柚木涼香（サバイバー2）
越後しのぶ
武藤めぐみ・結城千種の先輩に当たるレスラー。実家が剣道場をやっており、竹刀を構えた姿が描かれることも多い。
非常に真面目な性格で、少々だらしない所がある後輩（特に永原ちづる・富沢レイ・キューティー金井の三人）たちの監督役的な立ち位置にいる。
武藤・結城の入団時には永原と共にアジアタッグ王者に就いていた。
モラルも高く、JWI分離騒動の際も移籍を良しとせず新女に留まり続けた。
また、NECアベニュー版ドラマCDではたそがれプロレスにも参戦している。
極度のカナヅチでもある。
必殺技は延髄斬り。
誕生日は2月11日。出身は秋田県。キャラのイメージの原型は越中詩郎。
CV：新山志保（ダブルインパクト）、豊嶋真千子（NECアベニュー版ドラマCD）、前田愛（サバイバー）、伊藤静（サバイバー2）
永原ちづる
武藤めぐみ・結城千種の先輩に当たるレスラー。
サバイバーにおいて『ジャーマン娘』という二つ名が付けられるほどジャーマンスープレックスに並々ならぬ思い入れがあり、試合でも多用している。
武藤・結城の入団時には越後と共にアジアタッグ王者に就いていた。
同期の富沢レイ・キューティー金井とは親友。
JWI分離騒動の際はJWIに移籍した。
後にアジアヘビー級王座を獲得している。
ジャーマンスープレックスという危険な技を多用するためか、怪我に対しては慎重派。
必殺技は、当然、ジャーマンスープレックス。また、作品によっては『レベル2ジャーマンスープレックス』という最序盤から発動可能な専用技も持っている。
誕生日は9月27日。出身は群馬県。キャラのイメージの原型は、2の時は「水〇ちずる」、3の時点では飯塚孝之。
CV：高木真砂子（ダブルインパクト）、豊口めぐみ（サバイバー・サバイバー2）
富沢レイ
本名、富沢礼子。武藤めぐみ・結城千種の先輩に当たるレスラー。
所謂オタクであり、リングコスチュームもコスプレである。
同期の永原ちづる・キューティー金井とは親友。
JWI分離騒動の際は同期三人組の中で唯一、新女に留まる。
その後も、新女の色物として活躍し続けた。
必殺技は、サソリ固め。
誕生日は5月10日。出身は千葉県。キャラのイメージの原型は、2の時は「富沢美〇恵」、3の時点では「レイちゃん」。
CV：鶴ひろみ（ダブルインパクト）、浅野真澄（サバイバー・サバイバー2）
キューティー金井
本名、金井美加。武藤めぐみ・結城千種の先輩に当たるレスラー。
藤島瞳の後を継ぐ、新女のアイドルレスラー。
同期の永原ちづる・富沢レイとは親友。
当初はデビューしたての武藤・結城にも敗れるほど弱かった。JWI分離騒動の際はJWIに移籍した。
その後、実力をつけ、メキシコ遠征を経てジュニアヘビー級王座に戴冠した。
また、NECアベニュー版ドラマCDではたそがれプロレスにも参戦している。
趣味はテレビゲーム。必殺技はノーザンライトスープレックス。
誕生日は1月31日。出身は北海道。キャラのイメージの原型は、2の時はキューティー鈴木、3の時点では「うさぎちゃん」。
CV：富沢美智恵（ダブルインパクト）、小野寺麻理子 （NECアベニュー版ドラマCD）、西原久美子（ムービック版ドラマCD）、野中藍（サバイバー・サバイバー2）
ジェナ・メガライト
2（V2）のラスボスに当たるアメリカ人レスラー。アマチュアレスリング出身。スープレックスモンスターの異名をとるほどの強力な投げ技が武器。
武藤めぐみ はアメリカ遠征の際、黙々とトレーニングに励む彼女の姿を目撃している。
その後、頭角を現し、引退していたビューティ市ヶ谷とタッグを組んでスナイパーシスターズからIWWFタッグベルトを奪取、新女に参戦し、武藤 の持つIWWFヘビー級ベルトに挑む。そして、自らの持つIWWFタッグベルトを賭けて祐希子たちとタイトルマッチが組まれるが、直前に起きた場外乱闘で祐希子を負傷させ欠場させてしまい、代わりに結成された武藤・結城のペアに敗れた。
その後も世界トップクラスの選手の一人として欧州を中心に活躍をつづけ、アテナ・スーパーノヴァにも参加した。
必殺技はベリィ・トゥ・バック。
所属団体は、VシリーズではIWWF、サバイバー・サバイバー2ではTWWA。
誕生日は1月1日。
キャラのイメージの原型はゲーリー・オブライト。
CV：冬馬由美（ダブルインパクト）、川名真知子（サバイバー・サバイバー2）
ナスターシャ・ハン
ロシアの特殊部隊出身だという、EWAのトップを務めるロシア人レスラー。コマンドサンボをベースとした関節技を使う。
美少女レスラー列伝ではナターシャ・ハンとして登場。
リング上ではその容赦のない関節技で恐れられているが、リング下では人格者で、欧州遠征に来た武藤・結城にも目を掛けた。ディジー・クライとはライバル関係にある。
その後も世界最強の関節技使いとして欧州を中心に活躍をつづけ、アテナ・スーパーノヴァにも参加した。
必殺技はSTF、クロスヒールホールド（Vシリーズ）。
所属団体はEWA。
誕生日は11月17日。
キャラのイメージの原型はヴォルク・ハン。
CV：高木真砂子（ダブルインパクト）、立野香菜子（サバイバー・サバイバー2）
リリィ・スナイパー
パワー殺法とスープレックスを中心とした試合を行うアメリカ人レスラー。
妹のコリィ・スナイパーと共にスナイパーシスターズと呼ばれるタッグを結成しており、互いの長所短所を補い合った名コンビと称えられる。自称「バンダナしてるマッチョなあたし」。
コリィと共にマイティ祐希子・ボンバー来島の持つIWWFタッグ王座に挑み、これを奪取するが、アメリカ遠征から帰国した武藤めぐみ と祐希子のペアに敗れ、ベルトを奪い返される。
その後、その二人がIWWFタッグ王座を返上した後に山田遥・小沢佳代組を破って再び戴冠するが、ジェナ・メガライトとビューティ市ヶ谷のペアに敗れ再びベルトを失う。
その後も、世界屈指の名タッグ・スナイパーシスターズの片割れとしてアメリカを中心に活躍し続けた。
必殺技は、キャプチュード（2）、ドラゴンスープレックス（Vシリーズ・サバイバー2）。
所属団体はダブルインパクトではIWWF、サバイバー・サバイバー2ではWWCA。
誕生日は3月10日。
キャラのイメージの原型はリック・スタイナー。
CV：豊嶋真千子（ダブルインパクト）、広津佑希子（サバイバー2）
コリィ・スナイパー
スピード殺法と飛び技・投げ技を中心とした試合を行うアメリカ人レスラー。
姉のリリィ・スナイパーと共にスナイパーシスターズと呼ばれるタッグを結成しており、互いの長所短所を補い合った名コンビと称えられる。自称「ロングヘアのキュートな私」。
リリィと共にマイティ祐希子・ボンバー来島の持つIWWFタッグ王座に挑み、これを奪取するが、アメリカ遠征から帰国した武藤めぐみ と祐希子のペアに敗れ、ベルトを奪い返される。
その後、その二人がIWWFタッグ王座を返上した後に山田遥・小沢佳代組を破って再び戴冠するが、ジェナ・メガライトとビューティ市ヶ谷のペアに敗れ再びベルトを失う。
その後も、世界屈指の名タッグ・スナイパーシスターズの片割れとしてアメリカを中心に活躍し続けた。
必殺技は、フランケンシュタイナー（2）、SSD（スナイパースクリュードライバー）（Vシリーズ・サバイバー2）。
所属団体はダブルインパクトではIWWF、サバイバー・サバイバー2ではWWCA。
誕生日は6月30日。
キャラのイメージの原型はスコット・スタイナー。
CV：丹下桜（ダブルインパクト）、遠藤智佳（サバイバー2）
アニー・ビーチ
ビーチボールを片手に抱えた姿がトレードマークの、アメリカを中心に活躍するベビーフェイスのレスラー。
生来の明るい性格で、ファンも自分も楽しませる、飛び技を主体とした魅せるプロレスを展開する。
JWI分離騒動で揺れる新女に、サンダー龍子と組んで殴り込みを仕掛け、マイティ祐希子率いる新女正規軍と軍団抗争戦を行った。
必殺技はフライングニールキック
所属団体は、3ではUSWW、サバイバー・サバイバー2ではTWWA。
誕生日は6月6日。
キャラのイメージの原型は、2の時はサニー・ビーチ（英語: Sunny Beach (wrestler)）、3の時点ではジョニーエース。
CV：町井美紀（サバイバー）、山口繭（サバイバー2）
レディ・コーディ
アメリカンフットボールで鍛えたパワーを武器に闘うアメリカのパワーレスラー。
アメリカの強豪レスラーの一人として何度か主人公たちの前に立ちはだかった。
必殺技はコーディボム、コーディクラッシュ。
所属団体はWWCA。
誕生日は10月11日。
キャラのイメージの原型はテリー・ゴーディ。
CV：佐々木亜紀
ジェニー・サモアン
2・3にのみ登場。メキシコのパワーレスラー。
WWAのトップレスラーを務めた。
必殺技はパワースラム。
所属団体はWWA。
キャラのイメージの原型は、2の時はW・サモアン、3の時点ではV・カサノバ。
アリス・スミルノフ
頬のタトゥーがトレードマークの、ロシア人ヒールレスラー。
パワーファイトを中心とするが、投げや関節も器用にこなす実力者。2・SPECIAL・V3で主人公たちの前に立ちはだかった。
必殺技は裏投げ、Dパイルドライバー（美少女レスラー列伝）。
所属団体はEWA。
誕生日は3月7日。
キャラのイメージの原型は、2の時はアレックス・スミルノフ、3の時点ではザ・バーバリアン。
CV：柳瀬洋美（ダブルインパクト）、庄司宇芽香（サバイバー・サバイバー2）
ウィン・ミラー
関節技を中心に闘うドイツ人レスラー。
武藤めぐみ・結城千種が初の欧州遠征に来た際に、二人と親交を深めた。
控えめな性格が災いしてか少々伸び悩みぎみ。長らくEWAにて中堅ポジションで活躍した。
必殺技は、作品によって変わるが、ストレッチプラムや腕ひしぎ逆十字等関節技を得意としている。
所属団体はEWA。
誕生日は12月22日。
キャラのイメージの原型は、2の時はウェイン・ブリッジ、3の時点ではウィリー・ピータース（英語: Willie Peeters）。
CV：小山裕香（ダブルインパクト）、泉久実子（サバイバー・サバイバー2）
ザ・USA
正統派アメリカンスタイルの覆面レスラー。SPECIAL・Vシリーズではジ・USAとして登場。
派手好きな目立ちたがり屋で、武藤めぐみ がアメリカ遠征をした際、ベビーターンしてのタッグ結成を持ちかけた。
必殺技は、作品によって変わるが、パワー技であることが多い。サバイバー・サバイバー2においてはトマホークDDTというオリジナル技を必殺技としている。
所属団体は2・3・スーパーではWWCA、サバイバー・サバイバー2ではIWWF。
誕生日は7月4日。
キャラのイメージの原型はパトリオット。
CV：松本梨香（ダブルインパクト）、鹿野優以（サバイバー・サバイバー2）
ビシャス・ホワイト、ビシャス・ブラック
2にのみ登場する二人組の覆面レスラー。
必殺技はホワイトが延髄斬り、ブラックがドロップキック。
キャラのイメージの原型は「ビシャス兄弟」。

### レッスルエンジェルス3
サンダー龍子
本名、吉田龍子。マイティ祐希子やビューティ市ヶ谷と同世代のパワーファイターであり、祐希子や市ヶ谷と互角に渡り合える数少ないレスラー。
最初はワールド女子プロレスに所属していたが、ワールド女子崩壊の前後から独立しフリーとして活動する。
JWI分離騒動で揺れる新女に、アニー・ビーチを引き連れて殴り込みを仕掛け、祐希子の持つIWWFヘビー級ベルトに挑戦するも敗れる。
そして、旧ワールド女子のレスラーを中心として新団体・WARSを結成し、エースとして団体を率いる。同時に後進の育成にも力を注いだ。
WWCAヘビー級王座にも戴冠したが、殴り込みに来た市ヶ谷に敗れそのベルトを失う。
アテナ・スーパーノヴァにも参加した。
また、徳間書店版漫画ではWARSの方針と対立し、退団しフリーとなっている。
必殺技はプラズマサンダーボム
誕生日は11月13日。出身は熊本県。キャラのイメージの原型は天龍源一郎。
CV：中山真奈美（ダブルインパクト）、渡辺明乃（サバイバー・サバイバー2）
斉藤彰子
名前は「さいとう あきこ」と読む。空手日本王者。空手家時代のミミ吉原とはライバルだった。
吉原が入団した新女を制覇しようと殴り込みを仕掛け、南利美を破るも、マイティ祐希子（徳間書店版漫画では小縞聡美）に敗れ、プロレスへと転向する。
プロレスラーになってからも、異種格闘技戦に近い雰囲気の試合を多く闘い、キックボクシング世界王者メアリー・スミスに勝利したこともある。
その後、山田遥が総合格闘技色の強い団体・WOLFを立ち上げると、そこに合流した。
必殺技はコンビネーションキック、踵落とし。飛燕脚という名がついていることが多い。
誕生日は2月4日。出身は三重県。キャラのイメージの原型は斉藤彰俊。
CV：松本梨香（ダブルインパクト）、小林沙苗（サバイバー・サバイバー2）
神田幸子
ボクシング選手からプロレスに転向したレスラー。ボクシング由来の強力な打撃技を中心として闘う。
山田遥が総合格闘技色の強い団体・WOLFを立ち上げた際に新人として入団、新女・WARS・WOLF合同の若手対抗戦・スーパーエンジェルクラウンにも出場した。
必殺技は掌底、裏拳（サバイバー2）。
誕生日は12月1日。出身は茨城県。キャラのイメージの原型はG・カンダラッキー（ゲオルギー・カンダラッキー（英語: Georgi Kandelaki））。
CV：奥島和美（ダブルインパクト）、浅川悠（サバイバー・サバイバー2）
金森麗子
3のパッケージイラストではメインを務め、才能も非常に高く設定されているため、事実上の主人公的存在。
スーパーではヴィーナス麗子の名前で登場。
テニスのインストラクターを務めていたことで鍛えた足腰と、「ミスもみじまんじゅう」という地元で開かれたミスコンで優勝するほどの容姿を兼ね備えている。
当初は太平洋女子プロレスに所属しており、後輩の大高はるみと共にエース候補として奮闘する。
太平洋女子崩壊後は新女に新人として入団した模様。新女・WARS・WOLF合同の若手対抗戦・スーパーエンジェルクラウンにも出場した。
必殺技はムーンサルトプレス（3・SPECIAL）、フライングニールキック（V3）、延髄斬り（スーパー・サバイバー・サバイバー2）。
誕生日は10月12日。出身は広島県。キャラのイメージの原型は、当初は金本浩二、のちに秋山準。
CV：中山真奈美（ダブルインパクト）、松岡由貴（サバイバー・サバイバー2）
小縞聡美
金森麗子と同時期に発表された、3で金森と並ぶメイン新キャラクター。スーパーでは小島聡美の名で登場。
実家はファミリーレストランを経営しており、その看板娘としてウェイトレス業務を手伝わされている。そのルックスを生かしたアイドルレスラー路線を目指している。
金森が新女に入団したのと同時期に入団し、新女・WARS・WOLF合同の若手対抗戦・スーパーエンジェルクラウンにも出場した。
マイティ祐希子が新人育成に力を入れると、対抗意識を燃やしたビューティ市ヶ谷に一方的に弟子にされた。
また、徳間書店版漫画では事実上の主役を務め、斉藤彰子との異種格闘技戦に勝利したほか、市ヶ谷と組んでWWCAタッグ王者に戴冠している。
必殺技はパワースラム。
誕生日は5月9日。出身は和歌山県。キャラのイメージの原型は小島聡。
CV：丹下桜（ダブルインパクト）、植田佳奈（サバイバー・サバイバー2）
渡辺智美
かつてジュリアナに通い詰めていたという噂の、とにかく目立つことが好きという典型的なアイドルレスラー。ストーリーには今のところ関わったことは無い。
キューティー金井とは違い方向性が違うため、藤島瞳にはそれほどライバル視されていない模様。
必殺技はストレッチプラム（3）、コブラツイスト（スーパー・サバイバー）、足4の字固め（サバイバー2）。
誕生日は3月22日。出身は香川県。キャラのイメージの原型は、当初は渡辺智子、のちに穂積詩子。
CV：柳瀬洋美（ダブルインパクト）、白石涼子（サバイバー・サバイバー2）
長谷川美由紀
3・スーパー・ダブルインパクトにのみ登場する新人選手。
母校で陸上部のコーチを務めながら、プロレスラーを目指している。起こると怖いらしい。
必殺技は裏投げ（3・ダブルインパクト）、ローリングソバット（スーパー）。
出身は富山県。キャラのイメージの原型は長谷川咲恵。
CV：野田順子（ダブルインパクト）
豊多摩奈美
3・スーパー・ダブルインパクトとスーパーにのみ登場する新人選手。
鳥取砂丘で鍛えた足腰と体の柔軟さを活かした、スピード殺法と投げ技を駆使するレスラー。
必殺技はジャーマンスープレックス（3）、バックドロップ（スーパー）、JOサイクロン（ダブルインパクト）。
出身は香川県。
CV：豊嶋真千子（ダブルインパクト）
コング宍戸
本名、宍戸紀美。3・スーパー・ダブルインパクトにのみ登場する新人選手。
建設現場で男性に混ざり力仕事をしており、そこで鍛えた筋力を活かしたパワー殺法を得意とする。
必殺技はパワースラム（3・ダブルインパクト）、ラリアート（スーパー）。
出身は大阪府。キャラのイメージの原型はアジャコング。
CV：新山志保（ダブルインパクト）
北都ひろみ
3・スーパー・ダブルインパクトにのみ登場する新人選手。
歌手になることを夢見て実家のリンゴ農家を飛び出したが、何故かプロレスラーになってしまったという経歴を持つ。
必殺技はノーザンライトボム（3・ダブルインパクト）、パイルドライバー（スーパー）。
出身は青森県。キャラのイメージの原型は北斗晶。
CV：柳瀬洋美（ダブルインパクト）
井上美香
3・スーパー・ダブルインパクトにのみ登場する新人選手。
プロレスにも歌のコーナーがあると聞き、そこでバックバンドをやるためにプロレスラーになったという。
必殺技はミサイルキック（3）、フライングショルダータックル（スーパー）、フランケンシュタイナー（ダブルインパクト）。
出身は長崎県。キャラのイメージの原型は井上京子。
CV：野田順子（ダブルインパクト）
西町珠理
3・スーパー・ダブルインパクトにのみ登場する新人選手。スーパーではファントム珠理の名前で登場。
非常に真面目で人が良く、仲間からも相談を持ちかけられるほどだが、それをためこんでしまう性格なためいまいち伸び悩んでいる。
ダブルインパクトの団体経営編では新女に所属している。
必殺技はミサイルキック（3・スーパー）、フランケンシュタイナー（ダブルインパクト）。
出身は福井県。キャラのイメージの原型は西村修。
CV：小野寺麻理子（ダブルインパクト）
山元広美
3・スーパー・ダブルインパクトにのみ登場する新人選手。スーパーではインフェルノ広美の名前で登場。
趣味はバイオリンで、夜な夜な人気のない公園で練習しているらしいが、大して上手くは無い模様。
ダブルインパクトの団体経営編では新女に所属している。
必殺技はフェイスロック（3・ダブルインパクト）、チキンウィングアームロック（スーパー）。
出身は奈良県。キャラのイメージの原型は山本広吉。
CV：富沢美智恵（ダブルインパクト）
紅狂鯉
3・スーパー・ダブルインパクトにのみ登場する新人選手。スーパーでは紅京子の名前で登場。
元は優等生だったが、先輩に振られた反動でレディースになったという。
必殺技は裏投げ。
出身は福島県。キャラのイメージの原型は紅夜叉。
CV：西川宏美（ダブルインパクト）
クリス・モーガン
3のラスボスに当たる、IWWFヘビー王者。「天が生んだ逸材」とも称される美貌と体躯を兼ね備え、圧倒的な人気と実力を誇る。
大空みぎりが寿千歌に連れられてIWWFの練習場に殴りこんだ際には、みぎりを迎え撃った。その後、みぎりにプロレスを教え、タッグパートナーとして共に闘うようになった。
必殺技はポセイドンボンバー。
所属団体はIWWF。
誕生日は4月1日。
キャラのイメージの原型はハルク・ホーガン。
CV：佐々木亜紀
ディジー・クライ
キックボクシング元オランダ王者である、打撃技を得意とする選手。欧州マット界の伝説的選手クリス・マリオンに師事したことから、プロレスに転向する。
欧州随一の打撃技使いとして、EWAでナスターシャ・ハンと激闘を繰り広げている。
武藤めぐみ が欧州遠征に来た際は、初めは余り快く思っていなかったものの、最終的にその実力は認めた。
その後も、欧州のトップ戦線を長く張り続けた。
必殺技はハリケーンラッシュという名のコンビネーションキック。
所属団体はEWA。
誕生日は6月1日。
キャラのイメージの原型はディック・フライ。
CV：福井美樹（サバイバー）、外村茉莉子（サバイバー2）。
マスクドミスティー
メキシコの覆面レスラー。強さよりも派手なマスクとパフォーマンスで注目を集めている。
ディアナ・ライアルがブラジルでプロレスデビューをした際にはデビュー戦の相手を務めた。
必殺技はジャーマンスープレックス、フランケンシュタイナー（V3）。
所属団体は、3ではWWA、サバイバーではTWWA、サバイバー2ではAAC。
キャラのイメージの原型は、当初はインフェルナルKAORU、のちに「ルチャ〇ール舞」。
CV：板東愛
サーカスキッド
3とSPECIALにのみ登場した覆面レスラー。スピードスターの異名をとり、飛び技を得意とする。
必殺技はムーンサルトプレス。
所属団体はWWA。
キャラのイメージの原型は、当初はボリショイ・キッド、のちに「C・ボリショイ（笑）」。
ステラ・ウィリアム
3にのみ登場するレスラー。レディ・コーディと共にWWCAタッグベルトを巻く実力者。
必殺技はアリゾナスタンビート。
所属団体はWWCA。
キャラのイメージの原型はS・ウィリアムス。
ジョディ・ビートン
典型的アメリカンスタイルレスラー。
離れ離れに暮らす家族が一つ屋根の下で暮らすことを夢見て、プロレスで稼いでいる。
愛ではGWAの育成機関であるGWASSに所属していたが、その際に寿千歌に連れられた寿零の襲撃を受ける。
必殺技はノーザンライトスープレックス。
所属団体は、3ではUSWW、スーパー・サバイバー・サバイバー2ではGWA。
誕生日は10月3日。
キャラのイメージの原型は、当初はジョー・ディートン、のちにB・アームストロング。
CV：小野寺麻理子（ダブルインパクト）、柳井久代（サバイバー・サバイバー2）
サラーラ・ダビ
3にのみ登場するレスラー。3に登場する外人レスラーの中では最弱の能力値を持つ。
必殺技はフランケンシュタイナー。
所属団体はUSWW。
キャラのイメージの原型は「サブゥー（絶対違う！）」。

### レッスルエンジェルスSPECIAL
大高はるみ
SPECIALにおける主人公。名前・能力は変更可能。スーパーでは皆川晴美という名前で、また、美少女レスラー列伝サーキットモードの超世代軍 では大高なるみという名前で、それぞれ登場。
ブレード上原率いる太平洋女子プロレスに新人として入団、デビューから約1年後に初の海外遠征を行い、遠征先で友人かつライバルとして長く付き合うことになるジャニス・クレアと出会う。
帰国後、太平洋プロレスが解散すると、海外遠征や他団体への参戦で実力をつける（この後、ルートによっては上原以外にもサンダー龍子・斉藤彰子・ビューティ市ヶ谷に付いて学ぶ）。
最終的には、世界の強豪たちとも渡り合えるトップクラスの実力を身に付けるに至った。
必殺技はバックドロップ（SPECIAL）、DDT（スーパー・美少女レスラー列伝）。
出身地は山形県。
CV：杉本友美（ダブルインパクト）
石川涼美
サンダー龍子のベストパートナーであるパワーレスラー。龍子と同じパワー殺法を得意とするが、猪突猛進型の龍子に対しスピードを生かしたテクニカルな試合運びもできる頭脳派。公私にわたって龍子を支える女房役。
彼女が全体の的確な状況判断から指示を飛ばし、龍子のパワーで相手を粉砕する二人のタッグ「龍涼砲」は指折りの名タッグとして知られている。
プロレス好きが高じて、自らがプロレスラーになったという経歴の持ち主で、当初はワールド女子プロレスに所属していた。
龍子とともに旧ワールド女子のレスラーを中心として新団体・WARSを結成し、そこで龍子を支え続けた。
必殺技は、のど輪落とし、ラリアート（美少女スーパースター列伝）、パワースラム（サバイバー）。
誕生日は6月3日。出身地は、美少女スーパースター列伝では岩手県、サバイバー・サバイバー2では石川県。
CV：冬馬由美
後野まつり
本名、本田まつり。大高はるみや沢登真美の先輩レスラー。
太平洋女子プロレスにおいて、後輩の大高や沢登と共に活躍。
太平洋女子崩壊後はWOLFに移籍した。新女・WARS・WOLF合同の若手対抗戦・スーパーエンジェルクラウンにも出場する。
マッチョな男性に囲まれて暮らすのが夢らしい。
必殺技は、フェイスロック（SPECIAL・V3）、チキンウィングアームロック（スーパー）。
出身地は栃木県。
CV：豊嶋真千子
沢登真美
名前は「さわのぼり まみ」と読む。大高はるみと同期のレスラー。
はるみと共に太平洋女子プロレスに入門する。
太平洋女子崩壊後はWARSに移籍した。新女・WARS・WOLF合同の若手対抗戦・スーパーエンジェルクラウンにも出場する。
趣味は引っ越し。
必殺技はノーザンライトボム（SPECIAL・V3）、DDT。
出身は岡山県。
CV：小野寺麻理子
ジャニス・クレア
大高はるみと同世代の外国人レスラー。
はるみの初海外遠征の際、遠征先で出会い、それ以降友人かつライバルとして互いに切磋琢磨する。
最終的にははるみと共に世界トップクラスのレスラーへと成長した。
必殺技はパワースラム（SPECIAL）、スプラッシュマウンテン（V2）。
所属団体は、サバイバー2においてはGWA。
CV：川庄美雪
スーパーパイレーツ
SPECIALにのみ登場する覆面ヒールレスラー。
趣味は盆栽という意外な一面もある。
V3のSパイレーツ1号・2号との関連は不明。
必殺技はフェイスクラッシャー
メアリー・スミス
世界ミドル級王者であるキックボクサー。
斉藤彰子と異種格闘技戦を闘っており、少なくとも一勝一敗の戦績を残している。
その後もプロレスのリングに上がり続けた。
必殺技はコンビネーションキック。
所属団体はWWKAというキックボクシングの団体。

### スーパーレッスルエンジェルス
秋山カレン
スーパーとダブルインパクトにのみ登場するレスラー。
ニュージーランド人とのハーフで、そのルックスとスタイルは一部に熱狂的ファンを持つ。
必殺技はノーザンライトスープレックス
出身は大分県。
CV：中山真奈美（ダブルインパクト）
遠藤冴子
スーパーとダブルインパクトにのみ登場するレスラー。
元ヤンキーで、荒々しい喧嘩ファイトを得意とする。
必殺技はパイルドライバー
出身は滋賀県。
CV：西川宏美（ダブルインパクト）
中林小百合
スーパーとダブルインパクトにのみ登場するレスラー。
素早い身のこなしからの飛び技を得意とする。
必殺技はフライングニールキック。
出身は岐阜県。
CV：杉本友美（ダブルインパクト）
宮本陽子
スーパーとダブルインパクトにのみ登場するレスラー。
所謂・眼鏡ドジっ娘。趣味は食べ歩き。
NECアベニュー版ドラマCDではたそがれプロレスにも参戦している。
必殺技はアキレス腱固め（スーパー）、キャプチュード（ダブルインパクト）。
出身は愛媛県。
CV：杉本友美（ダブルインパクト）、丹下桜（NECアベニュー版ドラマCD）
エル・ドレック
「アステカの黄色い暴れ馬」の異名を持つ、メキシコの覆面ヒールレスラー。
ベビーフェイスを率いるチョチョカラスと抗争を繰り広げており、その実力からヒールであるにも関わらず高い人気を誇る。
ただし性格的には問題あり。
必殺技は、フランケンシュタイナー（スーパー・ダブルインパクト・Vシリーズ）、ジャンピングネックブリーカードロップ（美少女レスラー列伝）。
所属団体はAAC。
アニー・ブレア
スーパーとダブルインパクトにのみ登場する外国人レスラー。
元・用心棒という経歴を持つ、喧嘩ファイトが得意なレスラー。
シンディ・ギブソンと共にGWAタッグ王座を持つ。男が嫌いらしい。
必殺技はフェイスロック。
所属団体はGWA。
CV：西川宏美（ダブルインパクト）
ザ・スパイク
本名、フィアス・パイク・レン。スーパーとダブルインパクトにのみ登場する外国人レスラー。
米国マット界に突如姿を現し、その実力で一気にメイン選手の一員へと駆け上がった。
スーパーではダスティ・ローラと共に、ダブルインパクトではザ・USAと共にWWCAタッグ王座を持つ。
必殺技はDDT。
所属団体はWWCA。
CV：小野寺麻理子（ダブルインパクト）
ザ・関取
スーパーにのみ登場する外国人レスラー。
120kgの巨体を活かしたパワーファイトを得意とする。
ルナ・アルパナと共にIWWFタッグ王座を持つ。
必殺技はパイルドライバー。
所属団体はIWWF。NECアベニュー版ドラマCDではたそがれプロレスにも参戦している。
CV：吉田愛理（NECアベニュー版ドラマCD）
ザ・ニンジャ
スーパーとダブルインパクトにのみ登場する外国人レスラー。
忍者の末裔と自称する日系4世。無印のクノイチマスターとの関連は不明。
必殺技はフライングニールキック。
所属団体はAAC。
CV：奥島和美（ダブルインパクト）
ザ・ランバー
本名、ランバー・シフォン。スーパーにのみ登場する外国人レスラー。
ドイツ出身で、EWAでは中堅クラス。打撃技を得意とする。
必殺技はノーザンライトボム。
所属団体はEWA。
シンディ・ギブソン
スーパーとダブルインパクトにのみ登場する外国人ヒールレスラー。
ロックバンド出身で、ギターを凶器として使うというパフォーマンスで人気を博す。
アニー・ブレアと共にGWAタッグ王座を持つ。
必殺技はパワーボム（スーパー）、S式バックブリーカー。
所属団体はGWA。
ダスティ・ローラ
スーパーとダブルインパクトにのみ登場する外国人レスラー。
母親もプロレスラーであり、かつてチャンピオンであったこともあった。
スーパーではザ・スパイクと共にWWCAタッグ王座を持つ。
必殺技はパワースラム。
所属団体はWWCA。
CV：杉本友美（ダブルインパクト）
ピンク・フラワー
本名、マイレン・パールファー。スーパーとダブルインパクトにのみ登場する外国人レスラー。
非常に目立ちたがり屋で、派手なコスチュームと花の飾りを身にまとっている。実力はそれほど高くない。
必殺技はジャーマンスープレックス。
所属団体はAAC。
CV：豊嶋真千子（ダブルインパクト）
ライザ・ゴルゴン
スーパーにのみ登場する外国人ヒールレスラー。
趣味が新人いじめという、性格的に問題がある根っからのヒール。
必殺技はパワースラム。
所属団体はIWWF。
ルナ・アルパナ
スーパーにのみ登場する外国人レスラー。
小さな体でスピードを生かした空中殺法を使うため、「キラービー」の愛称で呼ばれている。
ザ・関取と共にIWWFタッグ王座を持つ。
必殺技はムーンサルトプレス。
所属団体はIWWF。

### レッスルエンジェルスV1
山田遥
山田遙とも。Vシリーズと美少女レスラー列伝にのみ登場する、シューティングをバックボーンとするレスラー。美少女レスラー列伝では主人公として選べる5人のうちの一人。
祐希子と共に入団テストに合格した同期の一人。
祐希子が革命軍を結成した際には、正規軍側に付く。
JWI分離騒動の際には新女にとどまった模様。また、祐希子と武藤めぐみ が返上したIWWFタッグ王座に小沢佳代とともに戴冠している。
その後、祐希子長期欠場中に独立し、総合格闘技色が強い団体・WOLFを結成、若手の育成にも力を注ぐ。アテナ・スーパーノヴァにも参加した。
必殺技は踵落とし・浴びせ蹴り。
出身は群馬県。
羽田和子（チェルシー羽田）
Vシリーズと美少女レスラー列伝にのみ登場する、マイティ祐希子と同世代のレスラー。当初はマスクをかぶりチェルシー羽田としてリングに上がっていた。美少女レスラー列伝では主人公として選べる5人のうちの一人。
最初はワールド女子に所属しており、メキシコ遠征中に同時期に遠征に来ていた祐希子と知り合う。
その後、ワールド女子を離れてブレード上原離脱直後の新女に移籍、祐希子が革命軍を結成した際には、新女では新顔ということもあり局外中立を保った。
JWI分離騒動の際にはJWIに移籍した模様。
祐希子が長期欠場中、サンダー龍子が旧ワールド女子のレスラーを中心として新団体・WARSを結成するとそちらに移籍、同時にマスクを脱ぎ本名・羽田和子でリングに上がるようになる。アテナ・スーパーノヴァにも参加した。
また、美少女レスラー列伝ではルートによってはSWAに移籍している。
必殺技はノーザンライトスープレックス・タイガースープレックス・リバースゴリースペシャル。
出身は富山県。
小沢佳代
Vシリーズと美少女レスラー列伝にのみ登場する、マイティ祐希子と同世代のレスラー。美少女レスラー列伝では主人公として選べる5人のうちの一人。
祐希子と共に入団テストに合格した同期の一人。「控えめな自分を変えたい」という理由でレスラーになった、異色の人物。
今までに格闘技の経験は無かったが、持ち前の運動神経と根性で万能型のレスラーに成長する。
祐希子が革命軍を結成した際には、正規軍側に付いた模様。
テディキャット堀が寮を出た後は、寮長にも就任した。
JWI分離騒動の際にも、新女に留まる。また、祐希子と武藤めぐみ が返上したIWWFタッグ王座に山田遥とともに戴冠している。
その後、祐希子長期欠場中に引退した。
必殺技はノーザンライトボム・タイガードライバー・フランケンシュタイナー。
出身は岐阜県。
リタ・モレナ
Vシリーズ・美少女レスラー列伝にのみ登場。本名、ムヘール・モレナ。マイティ祐希子の最初のメキシコ遠征時のIWWFジュニア王者。
IWWFジュニアベルトを巡って祐希子と闘い、敗れた。
必殺技はムーンサルトプレス（Vシリーズ）、ドラゴンスープレックス（美少女レスラー列伝）。
ドラゴン藤子
Vシリーズのストーリーにのみ登場。本名、龍崎藤子。パンサー理沙子の前に新女のエースとして君臨していた。
街で喧嘩に明け暮れていた新咲祐希子（マイティ祐希子）と出会い、その風格で圧倒、自分との手合せを望む祐希子に対し、新女の入門テストを受けるよう勧めた。
祐希子は藤子を倒すことを目的として励むが、その最中に藤子は理沙子に敗れIWWFアジアヘビー王座を失い、更に背中の怪我で長期欠場、そのまま一度も祐希子と対戦することなく引退した。
しかしながら、祐希子は終始彼女のことを尊敬し続け、また、結城千種は彼女のようなレスラーとなることを目指してプロレス入りするなど、後代のレスラーたちに与えた影響は大きい。
必殺技は、バックドロップ（実際に試合を行うことは出来ないが、ゲーム内に存在するデータではそのように設定されている）

### 美少女レスラー列伝
ブリザードYuki
詳細はリンク先参照。
本名、桂木ユキ。美少女レスラー列伝で主人公として選べる5人のうちの一人。古流柔術の使い手。
レスラーであった母の桂木ユリを探して、自分もプロレス入りした。
ルートによってはダークスターカオスの正体がその母であることがほのめかされる。
必殺技は震電。
出身は東京都。
奥村美里
新女に所属する、マイティ祐希子の先輩に当たる選手。美少女レスラー列伝にのみ登場。
パンサー理沙子率いる正規軍とブレード上原率いる反乱軍・ハニーバーズとの軍団抗争の際に、理沙子のタッグパートナーを務めた。
必殺技はドラゴンスリーパー。
出身は栃木県。
庄司由美
新女に所属する、マイティ祐希子の先輩に当たる選手。美少女レスラー列伝にのみ登場。
パンサー理沙子率いる正規軍とブレード上原率いる反乱軍・ハニーバーズとの軍団抗争の際に、上原のタッグパートナーを務めた。
ルートによっては後半SWAに移籍する。
必殺技はコンビネーションキック。
出身は山梨県。
グローリー笠原
本名、笠原明日香。新女に所属する、マイティ祐希子の先輩に当たる選手。美少女レスラー列伝にのみ登場。
その童顔とスタイルの良さから男性ファンを多く集めるアイドルレスラー。
ルートによっては後半SWAに移籍する。
必殺技はジャンピングネックブリーカードロップ。
出身は滋賀県。
小松香奈子
新女に所属する、マイティ祐希子の先輩に当たる選手。美少女レスラー列伝にのみ登場。
元ボディビルダーという経歴を持ち、パワー殺法を得意とする。
必殺技はパワースラム。
出身は奈良県。
ドレッド宮城
本名、宮城夏実。ワールド女子プロレスのエースを務めていたレスラー。美少女レスラー列伝にのみ登場。
派手さは無いが、タフネスとスタミナに裏打ちされた実力を持ち、数多くの外敵を打ち負かしてきた。
しかし、新女との対抗戦でパンサー理沙子に敗北し、その後の対応を会社が誤ったことがワールド女子崩壊の原因となる。
必殺技はスプラッシュマウンテン。
出身は島根県。
コンドル池上
本名、池上しの。ワールド女子プロレスに所属していたレスラー。美少女レスラー列伝にのみ登場。
荒々しいファイトスタイルと、ルックス、プロポーション等からワールド女子随一の人気を誇った。少々気が短い。
ファルコン香月と共にIWCタッグ王座を保持していたこともある。
必殺技はジャーマンスープレックス。
出身は千葉県。
鶴見さやか
ワールド女子プロレスに所属していたレスラー。美少女レスラー列伝にのみ登場。
日本人であるが、ヒールとして外国人選手と共にドレッド宮城と抗争を繰り広げた。
表面的には厳しいが、根は後輩思い。
必殺技は裏拳。
出身は鹿児島県。
ファルコン香月
本名、香月香奈。ワールド女子プロレスに所属していたレスラー。美少女レスラー列伝にのみ登場。
小柄な体格を活かしたテクニカルな試合運びを得意とする。
小川ひかるは中学時代の後輩で、小川がプロレス入りするきっかけを作った。
コンドル池上と共にIWCタッグ王座を保持していたこともある。
ルートによっては後半SWAに移籍する。
必殺技はウラカン・ラナ。
出身は岡山県。
林洋子
マイティ祐希子と同世代のレスラー。美少女レスラー列伝にのみ登場。
学生時代は不良であったらしく、喧嘩ファイトを得意とする。
主人公が新女から始めた場合は、新女に入門したが、パンサー理沙子とブレード上原の軍団対抗戦の直前に退団した。
また、ワールド女子から始めた場合は、ワールド女子に所属している。
ルートによっては後半SWAに移籍する。
必殺技はフライングニールキック。
出身は石川県。
高木良美
マイティ祐希子らと同世代のレスラー。美少女レスラー列伝にのみ登場。
入門テストに合格できたことが驚かれるほど気が弱く、ビューティ市ヶ谷を苦手としている。
主人公が新女から始めた場合は最初は新女に所属しているが、ブレード上原失踪と、パンサー理沙子と吉原泉（ミミ吉原）の異種格闘技戦の間の時期にワールドへと移籍した。
また、主人公がワールド女子から始めた場合は最初からワールド女子に所属している。
ルートによっては後半SWAに移籍する。
必殺技はチョークスラム。
出身は静岡県。
ハルク本郷
ブリザードYukiからのゲストキャラクター。マイティ祐希子の先輩に当たる、新女に所属していたレスラー。美少女レスラー列伝にのみ登場。
「吠える猛牛」という異名をとるパワー系のレスラーで、前座戦線で人気を博している。
必殺技はドラゴンスープレックス。
ルートによっては後半SWAに移籍する。
出身は東京都。
サタン蝶子
ブリザードYukiからのゲストキャラクター。海外を中心に活躍していたベテランレスラー。美少女レスラー列伝にのみ登場。
ワールド女子プロレスに参戦し、ドレッド宮城と対抗戦を繰り広げた。
必殺技はノーザンライトボム。
出身は島根県。
グレタ・バーレン
アメリカで活躍していた人気の外国人選手。美少女レスラー列伝にのみ登場。
マイティ祐希子新女入門時に、既にプロレス歴20年の大ベテランで、経験に裏打ちされた巧みな試合展開を見せる。
小説版ではUSWA世界ヘビー級王者としてアテナクライマックスに参戦している。
必殺技はバックドロップホールド
所属団体はUSWA。
デスハンターA・B
アメリカで活躍していた二人組外国人選手。美少女レスラー列伝にのみ登場。
二人ともパワー技を得意とし、二人でUSWAタッグ王座に就いている。
必殺技は、Aがパワースラム、Bがノーザンライトボム。
所属団体はUSWA。
エミリー・マーテル
アメリカで活躍していた外国人選手。美少女レスラー列伝にのみ登場。
かつてはアイドル系として売り出していた。同年代のグレタ・バーレンと抗争を繰り広げている。
必殺技はオーロラスペシャル
所属団体はUSWA。
ジェシィ・バード
マイティ祐希子と同世代の外国人選手。美少女レスラー列伝にのみ登場。
日本に留学経験があり、そこでプロレスラーになることを決意した。
必殺技はフライングニールキック
所属団体はUSWA。
マリア・ロードン
マイティ祐希子より少し上の年代の外国人選手。
資質は少々劣るが、努力でその差を埋めている。パワー系を得意とする。
後に、ルートによってはマスクをかぶり、ダークスターカオスとして活躍する。また、目の病気で引退し、代わりに主人公がダークスターカオスの名を引き継ぐというルートも存在する。
必殺技はラリアート
所属団体はUSWA。
ラデル・ミッシェル
メキシコで活躍していたヒールレスラー。美少女レスラー列伝にのみ登場。
エル・ドレックのパートナーを務めている。ヒールだが、ルックスが良いこともあり、人気は高い。
必殺技はキャメルクラッチ。
所属団体はAAC。
シエラ・ゴンザレス
マイティ祐希子と同時期にデビューしたメキシコのレスラー。美少女レスラー列伝にのみ登場。
デビュー後すぐに固定ファンの獲得に成功するほどの、中々のルックスを持つ。
必殺技はトペ・コンヒーロ。
所属団体はAAC。
ビッグ・アーシア
本名、セレナ・ニメール。マイティ祐希子と同時期にデビューしたイギリス人レスラー。美少女レスラー列伝にのみ登場。
身長197cm、体重92kgの巨体を活かしたパワー殺法を得意とする。そのパワーは、暴れると欧州トップのノーラン・ワンツすら手が付けられないほど。
小説版ではIWWF欧州ヘビー級王者としてアテナクライマックスに参戦している。
必殺技はカウンターキック。
所属団体はEWA。
ノーラン・ワンツ
欧州で長らく絶対王者として君臨したドイツ人レスラー。
マイティ祐希子入門の時点では既に全盛期は過ぎていたが、それでも得意とする関節技を駆使してエースとして君臨し続けていた。ディジー・クライの師であるクリス・マリオンとはライバル。子供を持つママさんレスラーでもある。
小説版ではEWAヘビー級王者としてアテナクライマックスに参戦している。
必殺技はキャメルクラッチ。
所属団体はEWA。
ジャンヌ・ラシック
欧州で活躍していた、ドイツ出身の自称ロシア人レスラー。美少女レスラー列伝にのみ登場。
グラウンドを主体とした試合を得意とし、欧州でも上位にランクインするほどの実力を持つ。
必殺技はコンビネーションキック。
所属団体はEWA。
ザベラ・ベルバッチ
欧州で活躍していた、ロシア出身のレスラー。美少女レスラー列伝にのみ登場。
元・柔道中量級欧州王者であり、投げ技や寝技等多彩な技を持つ。特に関節技が得意で、中堅から上位への浮上を狙う。
必殺技はドラゴンスリーパー。
所属団体はEWA。
マーナ・ロコ
欧州で活躍していた、イギリス出身のレスラー。美少女レスラー列伝にのみ登場。
欧州ではそれなりに名の知れた軽量級の選手であり、一時はジュニア王座に就いていたこともある。ワールド女子プロレスのファルコン香月とはライバル。
必殺技はジャンピングネックブリーカードロップ。
所属団体はEWA。
ジュディ・キャビア
アメリカで活躍していたヒールレスラー。美少女レスラー列伝にのみ登場。
マイティ祐希子デビュー時に既にベテランであり、IWWFヘビー級王者であったレミー・ダダーンと抗争を繰り広げた。
小説版ではIWWF世界タッグ王者としてアテナクライマックスに参戦している。
必殺技はパワースラム。
所属団体はIWWF。

### レッスルエンジェルス DOUBLE IMPACT
ヘルテイカー
ダブルインパクトにのみ登場する海外ヒールレスラー。
パワー殺法を得意とする実力者。
必殺技はパイルドライバー。
所属団体はIWWF。

### レッスルエンジェルスV3
木村華鳥
V3の主人公の内の一人。名前の由来は木村拓哉と香取慎吾。
男子たちの中に混ざってストリートバスケに興じている際に、そのジャンプ力とスピードをマイティ祐希子に見止められた。
（この後は、主人公を木村とするか稲垣にするか草薙にするかによって展開が異なるが、ここでは木村を主人公とした展開を書く。それ以外を主人公とした際の展開は下記の主人公としたキャラと木村が入れ替わる）
新女・WARS・WOLF合同の若手対抗戦・スーパーエンジェルクラウンで頭角を現し、米国でレスリング教室を開く菊池理宇の下に稲垣・草薙と共に留学する。
ビューティ市ヶ谷が世界王座統一計画を始動させると、それに付き従いWARS、WOLFに殴り込みを仕掛けるが、WOLFにて乱闘中の事故で山田遥を負傷させてしまい、その際に山田に諭され、本格的に祐希子越えを目指し始める。
その後、市ヶ谷と闘いWWCAヘビー級ベルトを手に入れ、そのベルトを返上した後、三冠王決定トーナメントのアテナ・スーパーノヴァに参加した。
必殺技はムーンサルトプレス
ソニア稲垣
V3の主人公の内の一人。イギリス人の母と日本人の父を持つハーフ。名前の由来は稲垣吾郎。
マイティ祐希子のプロレスを「ショーレスリング」と切り捨て、自分のことをスカウトしないかと売り込む不遜さを祐希子に買われた。
（この後は、主人公を木村とするか稲垣にするか草薙にするかによって展開が異なるが、ここでは木村を主人公とした展開を書く。それ以外を主人公とした際の展開は木村華鳥の項を参照）
その後、WOLFに入団。新女・WARS・WOLF合同の若手対抗戦・スーパーエンジェルクラウンで頭角を現し、米国でレスリング教室を開く菊池理宇の下に木村・草薙と共に留学する。
ビューティ市ヶ谷がWOLFに殴り込みを仕掛けた際は他の所属選手と共に迎撃に当たる。
その後、次第にトップ戦線へと割り込んでいき、三冠王決定トーナメントのアテナ・スーパーノヴァにも参加した。
必殺技はSTF。
草薙ひよこ
V3の主人公の内の一人。名前の由来は草彅剛。
新女の入門テストに書類審査で落とされたが、偶然出会ったマイティ祐希子と握手をした際、その握力の強さを驚かれた。
（この後は、主人公を木村とするか稲垣にするか草薙にするかによって展開が異なるが、ここでは木村を主人公とした展開を書く。それ以外を主人公とした際の展開は木村華鳥の項を参照）
その後、WARSに入団。新女・WARS・WOLF合同の若手対抗戦・スーパーエンジェルクラウンで頭角を現し、米国でレスリング教室を開く菊池理宇の下に木村・稲垣と共に留学する。
ビューティ市ヶ谷がWARSに殴り込みを仕掛けた際は他の所属選手と共に迎撃に当たる。
その後、次第にトップ戦線へと割り込んでいき、三冠王決定トーナメントのアテナ・スーパーノヴァにも参加した。
必殺技はタイガードライバー。
Sパイレーツ1号・2号
V3にのみ登場する外国人レスラー。1号は飛び技を、2号はパワー技を得意とする。
SPECIALのスーパーパイレーツとの関連は不明。
必殺技は、1号はダイビングヘッドバット、2号はタイガードライバー。

### レッスルエンジェルスサバイバー
相羽和希
サバイバーにおいて最初期に発表された新キャラ。パッケージイラストではメインを務めた、事実上の主人公的存在。
サバイバー公式サイトのゲーム内容紹介おまけページ「Coffeebreak」において杉浦美月・ノエル白石と共に司会を務めたため、その二人と共にCBT（コーヒーブレイクトリオ）と呼ばれている。
観戦したプロレスの試合に感動し、レスラーを志したという馬鹿正直なスポ根系少女。ただし、馬鹿と言われるのは気にしているらしい。
世代的には武藤めぐみ・結城千種と同期。
必殺技はスターライトジャーマン。
誕生日は7月12日。出身は石川県。
CV：折笠富美子
カンナ神威
江戸時代から続く神威流格闘術の正統後継者。神威流では正体を隠さねばならないしきたりがあるらしく、本人も覆面レスラーである。
孤児であり、今は亡き神威流の師に育てられたという。過去のことはあまり語ろうとしない。
ライラ神威とは確執があるようだが、詳細は不明。
必殺技は飛びつき腕ひしぎ逆十字。
誕生日は2月3日。出身は北海道。
CV：久川綾
近藤真琴
キックボクシングからプロレスに転向してきた選手。「南海の弾丸」の異名をとり、打撃技を中心に闘う。
寿千歌に寿零に代わる選手として見出された選手のうちの一人。零と同じボクサータイプの選手であることに目をつけられ、千歌の下で打倒ビューティ市ヶ谷を目指すことになった。
必殺技はバックブロー。
誕生日は4月28日。出身は鹿児島県。
CV：桑島法子
ノエル白石
本名、白石なぎさ。相羽和希の一年後輩のレスラー。
サバイバー公式サイトのゲーム内容紹介おまけページ「Coffeebreak」において相羽和希・杉浦美月と共に司会を務めたため、その二人と共にCBT（コーヒーブレイクトリオ）と呼ばれている。
リング上でもボーっとしていることが多いのんびり屋。小柄だが、その体形に似合わぬ怪力を持つ。風船のようなふわふわしたものが好き。
必殺技はSTO（サバイバー）、ノエルズ・ツリー。
誕生日は11月11日。出身は新潟県。
CV：野中藍
真田美幸
気合と根性が口癖の熱血少女。
ただし、常時そのテンションであるため怒っているように見られることも多く、やや空回り気味。
リング上では真田幸村のギミックレスラー。
愛ではWARSに所属し、後輩の藤原和美らを指導している。
必殺技は斬馬迅
誕生日は8月1日。出身は長野県。
CV：雪野五月
ロイヤル北条
本名、北条沙希。元フェンシングの選手。さらなる強敵を求めてプロレスに転向した。妥協を許さない完璧主義者。
父親は欧州の貴族の家系であり、かなりの資産家。
必殺技はロイヤルDDT。
誕生日は2月7日。出身は富山県。
CV：篠原恵美
八島静香
元レディースのトップという経歴を持つレスラー。豪快な喧嘩ファイトを展開するヒール。
愛では新女に所属し、グリズリー山本や村上姉妹らヒール勢のトップに立っている。
世代的にはマイティ祐希子よりも少し上。
JWI分離騒動の際はJWIに移籍した。
必殺技はパイルドライバー。
誕生日は11月13日。出身は島根県。
CV：本多知恵子（サバイバー）、たかはし智秋（サバイバー2）
サキュバス真鍋
本名、真鍋つかさ。実力はそれほどではないが、相手を挑発する口撃が非常に上手い。
愛では新女に所属。小縞聡美、ウィッチ美沙、榎本綾と同期。
美沙が自信を失いかけた際には発破をかけて自信を取り戻させた。
必殺技はフェイスクラッシャー。
誕生日は5月20日。出身は福井県。
CV：広橋涼
村上千春
村上千秋の双子の姉であるヒールレスラー。
妹よりも肉体派。演じた宇和川恵美曰く、花に例えるとウツボカズラらしい。
愛では新女に入団しており、八島静香率いるヒール軍の一員として活躍した。
JWI分離騒動の際はJWIに移籍した。
必殺技はステップキック（サバイバー）、サッカーボールキック（サバイバー2）。
誕生日は12月5日。出身は鳥取県。
CV：宇和川恵美
村上千秋
村上千春の双子の妹であるヒールレスラー。
姉よりも頭脳派。演じた宇和川恵美曰く、花に例えるとトリカブトらしい。
愛では新女に入団しており、八島静香率いるヒール軍の一員として活躍した。
JWI分離騒動の際はJWIに移籍した。
必殺技は裏投げ。
誕生日は12月5日。出身は鳥取県。
CV：宇和川恵美
杉浦美月
相羽和希の一年後輩のレスラー。サバイバー公式サイトのゲーム内容紹介おまけページ「Coffeebreak」において相羽和希・ノエル白石と共に司会を務めたため、その二人と共にCBT（コーヒーブレイクトリオ）と呼ばれている。
体格も才能も決して恵まれているとは言えないが、相手のデータを収拾・分析する能力には長けており、戦略でカバーする頭脳派。
あまり感情を表に出すタイプではないが、実はさみしがり屋。
趣味は温泉。
必殺技はアキレス腱固め。
誕生日は5月26日。出身は岐阜県。
CV：川澄綾子
草薙みこと
実家が神社で、子供の頃から巫女として、護身術を含めた修業をしてきたという異色の経歴を持つレスラー。
物静かな歴史を感じさせる立ち振る舞いをするが、電化製品は全く扱えず、電子レンジを爆発させてしまうほど。
愛では東京女子プロレスに所属しており、メイデン桜崎と共にタッグチーム「最強ご奉仕巫女伝説」を結成している。
必殺技は草薙流兜落とし。
誕生日は9月21日。出身は山形県。
CV：能登麻美子
中森あずみ
ワールド女子に所属するベテランレスラー。
世代的にはサンダー龍子よりも少し上。
リング上での闘いを仕事と割り切るその態度は、「リングの仕事人」と称される。
そのクールさから、男性ファン以上に女性ファンが多い。
必殺技は膝十字固め。
誕生日は10月29日。出身は徳島県。
CV：田中敦子
藤原和美
自分が子供たちのヒーローとなることを望む少女。
かつて憧れていたレスキュー隊をモチーフとしたオレンジ色のリングコスチュームを着用している。
愛ではWARSに所属し、先輩の真田美幸らに指導されている。
必殺技はキャプチュード（サバイバー）、エクスプロイダー（サバイバー2）。
誕生日は1月23日。出身は栃木県。
CV：川上とも子（サバイバー）、伊藤静（サバイバー2）
小早川志保
体格は小さいが、ガッツ溢れるファイトで人気を博しているレスラー。
体に似合わず大食いも得意。
マタドーラをイメージしたコスチュームを身にまとっている。
愛では東京女子プロレスに所属している。
世代的には武藤めぐみ・結城千種と同期。
必殺技はフェイスクラッシャー。
誕生日は1月16日。出身は福島県。
CV：白石涼子
フォクシー真帆
本名、中村真帆。結った長い茶髪がキツネの尾に見えることから、「リングの狐」と呼ばれているレスラー。野性味あふれるパワーファイトを展開する。
ただし、少々世間知らずのところがあり、何でも口に入れて噛む癖がある。
必殺技はフォクシードライバー
誕生日は8月18日。出身は岩手県。
CV：桑谷夏子
榎本綾
かわいいコスチュームを着たいからという理由でプロレス入りした少女。そのため、ハングリー精神などには薄いが、甘え上手であるため先輩受けは悪くない様子。
愛では新女に所属。小縞聡美、ウィッチ美沙、サキュバス真鍋と同期。
ビューティ市ヶ谷になついており、市ヶ谷もまんざらでない様子。
必殺技はヒップアタック。
誕生日は3月14日。出身は岡山県。
CV：植田佳奈
野村つばさ
天真爛漫な少女。その小さな体形から、小学生に間違われることを気にしており、子供扱いされることが嫌い。
愛ではWARSに所属している。
世代的には武藤めぐみ・結城千種と同期。
必殺技はジャンピングネックブリーカー（サバイバー）、フェイスクラッシャー（サバイバー2）。
誕生日は3月30日。出身は愛媛県。
CV：神田朱未
ドルフィン早瀬
本名、早瀬葵。琉球空手をベースにした打撃技を得意とするレスラー。
「ちーちゃん」という妹がおり、その学費のために毎月実家に仕送りをしている孝行娘。
サバイバー2ではプロレスリング・ネオに所属している。
必殺技は踵落とし（サバイバー）、トラースキック（サバイバー2）。
誕生日は6月12日。出身は佐賀県。
CV：稲村優奈（サバイバー）、下屋則子（サバイバー2）。
ライラ神威
江戸時代から続く神威流格闘術の元・後継者候補。神威流には正体を隠さねばならないしきたりがあるらしく、それゆえに覆面レスラーである。
かつて神威流の師の下を出奔したらしい。過去のことはあまり語ろうとしない。
カンナ神威とは確執があるようだが、詳細は不明。
勝敗よりも相手を負傷させることを求めるという凶暴な性格。
愛では寿千歌に寿零に代わる選手として見出された選手のうちの一人。ギルティ美鷹によって千歌に紹介されたが、千歌に対してすら凶器を持ち出そうとしたその性格を買われ、打倒ビューティ市ヶ谷を目指すことになった。
必殺技は地獄落とし。
誕生日は6月16日。出身は北海道。
CV：広津佑希子
RIKKA
武田忍軍の血を引くという、くノ一ギミックレスラー。非常に無口で、ほとんど言葉を発しない。
愛では東京女子プロレスに所属。実際に忍術を使えるかのような描写もされている。
必殺技は無明蹴。
誕生日は7月18日。出身は山梨県。
CV：藤野とも子
柳生美冬
柳生一族の血を引くという触れ込みでデビューした少女。
時代がかった喋り方をする。
愛ではWARSに所属。一口飲んだだけでひっくり返ってしまうほどの下戸なので、宴会時には酌に専念している。
世代的にはサンダー龍子・石川涼美の少し下。
必殺技は雷神蹴。
誕生日は8月26日。出身は奈良県。
CV：野田順子
伊達遥
長身から繰り出される蹴り技をメインに闘うレスラー。
端正な容姿と少ない口数からクールな人だと見られているが、実際は極度の人見知りでコミュニケーションが苦手なだけ。
趣味のメールで、人見知り克服の練習をしている。
所属団体は東女。
必殺技はシャイニングウィザード。
誕生日は10月23日。出身は宮崎県。
CV：浅川悠
ミシェール滝
本名、滝翔子。元・舞台女優という異色の経歴を持つレスラー。
普段から芝居がかったセリフ回しで喋る。
愛では東京女子プロレスに所属。
世代的にはパンサー理沙子よりも少し下で、団体では最年長。
伸び悩んでいた桜崎美咲（メイデン桜崎）をメイドギミックレスラーに推した。
必殺技は天空の羽衣。
誕生日は7月15日。出身は兵庫県。
CV：渡辺明乃
オーガ朝比奈
本名、朝比奈優香（あさひな ゆか）。パワーファイトを得意とする、典型的ヒールレスラー。
素は穏やかな性格。
趣味は機械いじり。
愛ではガルム小鳥遊に憧れてGGJに入団。GGJ崩壊後は小鳥遊と共にフリーのヒールとして活躍した。
ガルム小鳥遊・フレイア鏡と共にフリー三大ヒールと呼ばれる。
後には寿千歌に雇われ寿零のコーチを務め、それ以来、零とは交友関係を持っている。
必殺技はスクラップバスター。
誕生日は10月18日。出身は青森県。
CV：藤野とも子
辻香澄
東京の下町出身の元気娘。体格には恵まれていないが、突貫ファイトで人気を博している。
趣味はお祭りの屋台めぐり。
愛では新女所属。デビュー直後は負けが続き自信を喪失していたが、同じく身長の低い佐尾山幸音鈴に叱咤され発奮、後に佐尾山とミニマムレイザーズというタッグチームを結成した。
必殺技はノーザンライトスープレックス。
誕生日は10月10日。出身は東京都。
CV：松岡由貴
成瀬唯
大道芸人やサーカスの団員をしていたという関西弁少女。収入が上がるという理由でプロレス入りした。
体の柔軟さや身軽さを活かした、ルチャリブレ的なジャベや飛び技を得意とする。
必殺技は、飛びつき腕ひしぎ逆十字（サバイバー）、 ロメロスペシャル（サバイバー2）。
誕生日は11月2日。出身は大阪府。
CV：久川綾
保科優希
室町時代から続く旧家のお嬢様。合気道をベースとした関節技を得意とする。
お嬢様らしいおっとりとした喋り方が特徴。
趣味は鉄道写真。
愛では、寿千歌に寿零に代わる選手として見出された選手のうちの一人。ライラ神威、氷室紫月といった千歌の集めたメンバーを上手く御すことが出来る数少ない存在。
必殺技はストレッチプラム。
誕生日は9月3日。出身は滋賀県。
CV：根谷美智子（サバイバー）、大原さやか（サバイバー2）
フレイア鏡
本名、鏡明日香。抜群のスタイルと太腿まで届く長い銀髪から、リングのスーパーモデルと呼ばれる妖艶な美女。
ややサディストの気があり、関節技で相手の苦しむ姿を見るのが好きという嗜好も持ち合わせている。
愛ではガルム小鳥遊・オーガ朝比奈と共にフリー三大ヒールと呼ばれているレスラー。ただし、他の二人よりは多少一匹狼的。
サバイバー2発売と同時期に行われた人気投票では見事一位を獲得し、フィギュア化が決定していた。しかし、続報が無いままトライファーストが解散した。
必殺技はサソリ固め（サバイバー）、卍固め（サバイバー2）。
誕生日は12月15日。出身は長崎県。
CV：冬馬由美
マッキー上戸
本名、上戸真紀。『電撃プレイステーション』編集部が設定に関わったコラボキャラ。真っ向勝負を信条とするパワーレスラー。
愛では新女に所属しており、親友のラッキー内田と共にジューシーペアというタッグを結成している。
熱血な上戸と冷静な内田との組み合わせはなかなか相性が良く、国内屈指の名コンビとして知られている。
世代的には菊池理宇や越後しのぶの少し下。
JWI分離騒動の際にはJWIに移籍した模様。
必殺技はヘラクレスジャーマン。
誕生日は3月8日。出身は鳥取県。
CV：浅野真澄
ラッキー内田
本名、内田希。『電撃プレイステーション』編集部が設定に関わったコラボキャラ。的確な状況判断に基づく戦略的な闘いを得意とする。
愛では新女に所属しており、親友のマッキー上戸と共にジューシーペアというタッグを結成している。
冷静な内田と熱血な上戸との組み合わせはなかなか相性が良く、国内屈指の名コンビとして知られている。
世代的には菊池理宇や越後しのぶの少し下。
JWI分離騒動の際にはJWIに移籍した模様。
必殺技はアキレス腱固め（サバイバー）、チキンウィングフェイスロック（サバイバー2）。
誕生日は10月30日。出身は東京都。
CV：小林沙苗
沢崎光
無印版でキャラクターデザインを手掛けた松永直己がデザインしたキャラクター。サバイバーにのみ登場。
完全燃焼を口癖とする熱血少女。明るく楽観的な性格で、空回りすることも多いが人一倍の情熱をもってプロレスに取り組む。
必殺技はジャーマンスープレックス。
誕生日は6月17日。出身は広島県。
CV：広橋涼
神塩ナナシー
無印版でキャラクターデザインを手掛けた松永直己がデザインしたキャラクター。サバイバーにのみ登場。
大人な雰囲気を漂わせる、天然系のお姉さんキャラ。しかし、リングに上がると普段のおっとりした姿とは対照的に、空中殺法を駆使したスピーディな戦いを展開する。
必殺技はフライングニールキック。
誕生日は11月12日。出身は沖縄県。
CV：進藤尚美
芝田美紀
無印版でキャラクターデザインを手掛けた松永直己がデザインしたキャラクター。サバイバーにのみ登場。
フィギュアスケートの元オリンピック候補という経歴を持つレスラー。足腰のバネと瞬発力を活かした打撃技を得意とする。ただし、少々自信過剰なのが玉に瑕。
必殺技はニーリフト。
誕生日は11月18日。出身は大阪府。
CV：山崎和佳奈
中江里奈
無印版でキャラクターデザインを手掛けた松永直己がデザインしたキャラクター。サバイバーにのみ登場。
レスラーになることを夢見て田舎から上京してきた少女。恵まれた体形を活かしたパワーファイトを得意とする。持ち前の明るい性格で、仲間からの信頼も厚い。
必殺技はスクラップバスター。
誕生日は1月6日。出身は秋田県。
CV：川上とも子
永沢舞
狐1がデザインしたキャラクター。
ネコをはじめとした小動物が好きが高じて、狐耳と尻尾をつけたリングコスチュームで闘うレスラー。
「完璧、カンペキ」「感謝、カンシャ」などという風に同じ言葉を繰り返す癖がある。
趣味はペットショップめぐり。
所属団体はWARS。
必殺技はノーザンライトスープレックス（サバイバー）、タイガードライバー（サバイバー2）。
誕生日は3月29日。出身は福岡県。
CV：中原麻衣
葛城早苗
村上水軍がデザインしたキャラクター。サバイバーにのみ登場。
口数少ない一匹狼タイプのレスラー。打撃技や関節技を中心として全体的にそつなくこなすマルチレスラー。
必殺技はシャイニングウィザード。
誕生日は9月30日。出身は山口県。
CV：豊口めぐみ
真壁那月
狐1がデザインしたキャラクター。
空手をベースとした打撃技をメインに闘うレスラー。
クール&エレガントを座右の銘としており、体は小さいが、大人っぽく振舞おうとしている。
しかし、根は負けず嫌いなため、知らず知らずのうちに感情を露わにしてしまうことも多い。
必殺技はエレガントブロー。
誕生日は10月2日。出身は大分県。
CV：沢城みゆき
秋山美姫
狐1がデザインし、『週刊プロレス』編集部が設定に関わったコラボキャラ。サバイバーにのみ登場。
柔道をベースとした関節技をメインに闘うレスラー。プライベートではボランティア活動に参加しているという、心優しい少女。
必殺技はサソリ固め。
誕生日は10月8日。出身は鳥取県。
CV：山崎和佳奈
橘みずき
八宝備仁がデザインしたキャラクター。サバイバーにのみ登場。
「正義は勝つ」を信条としており、ヒーローを思わせるコスチュームを着ている。体は小さいもののスピードを活かしたトリッキーな闘いを得意とする。ただし、スタミナ不足であることが課題として挙げられている。
必殺技はフライングニールキック。
誕生日は5月14日。出身は福井県。
CV：稲村優奈
氷室紫月
名前は「ひむろ しずく」と読む。鳴瀬ひろふみがデザインしたキャラクター。
占いが趣味で「運命」を口癖とする、とらえどころのない少女。言葉少なに囁くように喋る。
愛では寿千歌に寿零に代わる選手として見出された選手のうちの一人。柔道経験者である千歌ですら気が付いた時には極められていたというその関節技を見込まれた。
大空みぎり発掘までは、打倒ビューティ市ヶ谷の一番の本命とみなされていた。
必殺技はフォーチュンロック（ストレッチプラム）。
誕生日は11月27日。出身は富山県。
CV：能登麻美子
グリズリー山本
本名、山本久実。『kamipro』編集部が設定に関わったコラボキャラ。
その巨体を活かしたラフファイトを得意とする、典型的ヒールレスラー。
素は優しい性格で、趣味は料理。
愛では新女に所属しており、八島静香率いるヒール勢の一員として活躍する他、普段は寮での食事の手伝いもしている。
世代的には菊池理宇や越後しのぶの少し下。
辻香澄のデビュー戦の相手を務めた。
JWI分離騒動の際にはJWIに移籍した。
必殺技はパイルドライバー（サバイバー）、ベアハッグ（サバイバー2）。
誕生日は2月8日。出身は東京都。
CV：斉藤貴美子
霧島レイラ
八宝備仁がデザインしたキャラクター。サバイバーにのみ登場。
元は自衛官志望だったが、格闘技の魅力に惹かれてレスラーになったという経歴を持つ。パワーファイトが得意だが、大技を狙いに行った隙を突かれることが多いことが弱点。
必殺技はSTO。
誕生日は2月14日。出身は岩手県。
CV：田中敦子
優香
狐1がデザインし、『Lady'sゴング』編集部が設定に関わったコラボキャラ。サバイバーにのみ登場。
体は小さいが、スピード殺法で相手に向かっていく突貫ファイトを得意とするレスラー。心霊現象やお化けは苦手。
必殺技はミサイルキック。
誕生日は1月14日。出身は山口県。
CV：前田愛
アリシア・サンチェス
スピードを活かした飛び技を得意とするメキシコ人レスラー。サバイバーにのみ登場。
実力は未だ発展途上だが、ハングリー精神と負けん気の強さには見るべきものがある。
必殺技はジャンピングネックブリーカー。
所属団体はAAC。
誕生日は7月10日。
CV：野水伊織
ローズ・ヒューイット
ヒューイット財団の令嬢でもあるパワーレスラー。
プライドが非情に高く、GWAのトップを張る。
ファントムローズ1号・2号はリング下に置いてもメイドとして彼女に仕えている。
好きなものは、バラの花。
必殺技はバスターローズ。
所属団体はGWA。
誕生日は6月19日。
CV：泉久実子
ソフィー・シエラ
良家のお嬢様でもある、フランス人レスラー。普段はにこやかな大人しい性格だが、リング上ではパワーファイトを得意とする。
実家はWWCAのオーナーであり、ダークスターカオスの友人でもある。カオスの正体も知っている模様。
一時期、ブリジットとシンディーのウォン姉妹に嫌がらせを受けていたが、六角葉月の協力もあり解決した。
初登場はサバイバーだが、サバイバーでは団体経営モードでは登場しなかった。ストーリーでの初登場は愛、団体経営モードでの初登場はサバイバー2。
必殺技はパイルドライバー（サバイバー）、ノーザンライトボム（サバイバー2）。
所属団体はTWWA。
誕生日は2月6日。
CV：大河内雅子（サバイバー）、安井絵里（サバイバー2）
ブリジット・ウォン
シンディー・ウォンの姉である、中国拳法をベースに闘うレスラー。
既に戦意を喪失した相手にも容赦なく追撃を加えるという、冷酷な一面もある。
一時期、自団体のエース候補として優遇されるソフィー・シエラを妬み、シンディーと共に嫌がらせを加えていたこともあったが、六角葉月に諭され改心した。
必殺技は踵落とし。
所属団体はTWWA。
誕生日は11月5日。
CV：庄司宇芽香
イザベラ・スミス
アフロヘアーがトレードマークのラテン系レスラー。
趣味のダンスで鍛えたリズム感を活かした投げ技を得意とする。
必殺技はジャーマンスープレックス（サバイバー）、キャプチュード（サバイバー2）。
所属団体はWWCA（サバイバー）、IWWF（サバイバー2）。
誕生日は1月11日。
CV：柳井久代
シンディー・ウォン
ブリジット・ウォンの妹である、中国拳法をベースに闘うレスラー。
四字熟語を多用する癖がある。
一時期、自団体のエース候補として優遇されるソフィー・シエラを妬み、ブリジットと共に嫌がらせを加えていたこともあったが、六角葉月に諭され改心した。
必殺技は膝撃錬弾。
所属団体はTWWA。
誕生日は10月26日。
ジーナ・デュラム
GWAに所属するフランス人レスラー。
気が弱い性格だが、その性格がリングに上がっても変わらず、プロレスをやっていること自体が不思議とまで評される。
GWAに所属する前は、その育成機関であるGWASSに所属していたが、その際に寿千歌に連れられた寿零の襲撃を受ける。しかし、あまりにも弱すぎたため、逆に零の攻撃の対象にはならなかった。
必殺技は裏投げ（サバイバー）、ドラゴンスープレックス（サバイバー2）。
所属団体はGWA。
誕生日は12月7日。
CV：板東愛
ゴールドフェンリル,シルバーフェンリル
人狼のギミックで活躍する覆面ヒールレスラーコンビ。
ゴールドは関節技を、シルバーはパワー技を得意とする。
現在、ブロンズフェンリルを募集中らしい。
必殺技は、ゴールドがフェンリルロック（ストレッチプラム）、シルバーがフェンリルドライバー。
所属団体はIWWF。
誕生日はゴールドが2月27日、シルバーが4月20日。
CV：高松由香（サバイバー・ゴールド）、臺奈津樹（サバイバー2・ゴールド）、中西悠（サバイバー・シルバー）、安田早希（サバイバー2・シルバー）
マユリ・シアター
ムエタイをベースに闘う、タイ出身の選手。サバイバーにのみ登場。
感情を表に出すことが少ないクールな性格で、日々、練習と試合に明け暮れている。
必殺技はニーリフト。
所属団体はGWA。
誕生日は8月12日。
CV川庄美雪
ターニャ・カルロス
ブラジル出身のジュニア選手。体は小さいが、かわいらしい外見と人懐っこい明るい性格からファンは多い。
必殺技はDDT。
所属団体はAAC。
誕生日は7月24日。
CV：野水伊織（サバイバー）、伊藤かな恵（サバイバー2）
ジュリア・カーチス
メキシコ出身の外国人選手。サバイバーにのみ登場。
かなりのじゃじゃ馬で、ロデオで鍛えたバランス感覚とスピード感を活かした飛び技を得意とする。趣味はテンガロンハット集め。
必殺技はフェイスクラッシャー。
所属団体はAAC。
誕生日は3月15日。
CV：安田美和
ファントムローズ1号,ファントムローズ2号
ヒューイット家に仕えるメイド出身のレスラー。ローズ・ヒューイットのプロレスデビューに伴って、自分たちもプロレス入りした。
ローズ・ヒューイットが好きなバラをイメージした派手な衣装と覆面を着用する。
1号は飛び技、2号はパワー技が得意。2号の方が野心的らしい。
必殺技は、1号がフランケンシュタイナー、。2号がSTO（サバイバー）、ダイヤモンド・カッター（サバイバー2）。
所属団体はGWA。
誕生日は1号が6月1日、2号が6月7日。
CV：大河内雅子（サバイバー・1号）、安井絵里（サバイバー2・1号）、川名真知子（2号）
ロザンヌ・チャン
ハワイ出身の外国人レスラー。天真爛漫かつ天然系の性格で、リング上では軽いノリと豪快な投げ技で実力の割には人気が高い。
必殺技はタイガースープレックス。
所属団体はWWCA（サバイバー）、TWWA（サバイバー2）。
誕生日は3月28日。
CV：町井美紀（サバイバー）、山口繭（サバイバー2）
ソフィア・リチャーズ
裕福な家庭でわがままに育ち、人を殴りたいからという理由でプロレス入りした選手。
しかし、試合では殴るどころかやられっぱなしで、いつか仕返しするために関節技に活路を見出そうとしている。
日本語を喋ることが出来、六角葉月と共にアメリカ遠征に来た佐尾山幸音鈴と親交を結んだ。
必殺技はアキレス腱固め（サバイバー）、アンクルホールド（サバイバー2）。
所属団体はTWWA。
誕生日は11月22日
CV佐々木亜紀
ユン・メイファ
テコンドー世界大会で上位入賞した経歴を持つ、韓国人レスラー。
打たれても打たれても前へ出るファイトスタイルで、人気を博している。
必殺技はステップキック（サバイバー）トラースキック（サバイバー2）。
所属団体はIWWF。
誕生日は2月9日。
CV：安田美和
ヘレン・ニールセン
オランダの格闘家一族・ニールセン一家の娘として生まれた人物。
カレン・ニールセンの従姉でありライバル。
アマチュアレスリングをベースとした投げ技を得意としている。
必殺技はバックドロップ（サバイバー）、ドラゴンスープレックス（サバイバー2）。
所属団体はEWA。
誕生日は12月26日。
CV：泉久実子
グレース・ハン
中国拳法をベースに闘う中国人レスラー。
跳躍力を活かした足技を得意とする。やや、人を見下しがちな面がある。
必殺技は延髄斬り。
所属団体はWWCA。
誕生日は8月30日。
CV：遠藤智佳
ミレーヌ・シウバ
ムエタイをベースとした打撃技を中心に闘うブラジル人レスラー。
ブラジルではなかなかの人気選手で、プロレスで一旗揚げようとして奮戦するなどハングリー精神旺盛。
愛では、町でトラブルに巻き込まれていたディアナ・ライアルを救い、働き口を求めていたディアナにプロレスラーとして仕事を与えた。
しかし、寿千歌に連れられた寿零の道場破りに遭い、大怪我を負ってしまう。
必殺技はニーリフト（サバイバー）、ハイキック（サバイバー2）。
所属団体はAAC。
誕生日は9月6日。
CV：柳井久代
カレン・ニールセン
オランダの格闘家一族・ニールセン一家の娘として生まれた人物。
ヘレン・ニールセンの従妹でありライバル。
打撃技を得意としているが、それ以外にも相手の意表をつく飛び技なども得意。
必殺技は裏拳。
所属団体はEWA。
誕生日は9月12日。
CV：鹿野優以
エレナ・ライアン
アメリカのジュニア選手。フットワークを活かした打撃技や、体の軽さを活かした飛び技を得意とする。
一方で、関節技が苦手であったりパワーが不足していたりと、課題も多い。
愛では寿千歌と共にIWWFに殴り込みに来た大空みぎりと闘うが、一蹴されてしまう。
必殺技は掌底。
所属団体はIWWF（サバイバー）、AAC（サバイバー2）。
誕生日は5月2日。
CV：野水伊織（サバイバー）、伊藤かな恵（サバイバー2）
エミリー・ネルソン
投げ技を中心に闘う、WWCAの中堅レスラー。
本人はノーコメントを貫いているため真偽のほどは定かではないが、気品あふれる言動からイギリスの名門貴族の末裔とも言われている。
必殺技はバックドロップ。
所属団体はWWCA。
誕生日は1月31日。
CV：安田美和
ジョーカー・レディ
道化師をイメージした派手な衣装に身を包んだアメリカ人ヒールレスラー。
相手の裏をかいた攻撃が得意で、勝利に向けた奥の手を用意しておくことも多い。
必殺技はジョーカーアタック（サバイバーではフェイスクラッシャー、サバイバー2ではジャンピングネックブリーカー）。
所属団体はAAC。
誕生日は5月20日。
CV：川庄美雪
パトリシア・ルイス
立ち技系の闘いを得意とするイギリス人レスラー。サバイバーにのみ登場。
長身から繰り出されるハイキックは相手を一撃でKOできるほどの威力を持つ。
反面、組技系の闘いは苦手としている。
愛ではGWASSに所属しており、そこのトップを務めていた。
必殺技はハイキック。
所属団体はGWA。
誕生日は10月9日。
CV：宮内雅代
マリア・クロフォード
リング上のマッドサイエンティストとも呼ばれるイギリス人ヒールレスラー。
人体実験とも称される関節技で苦しむ相手の表情を笑顔で観察するというサディスト。
必殺技はサソリ固め。
所属団体はEWA。
誕生日は4月9日。
CV：斉木真帆
ミス・マスカレード
仮面舞踏会のような派手な衣装に身を包んだアメリカ出身のレスラー。サバイバーにのみ登場。
魅せるプロレスが信条であるため、威力よりも見栄えを重視した技を多く使う。
必殺技はシャイニングウィザード。
所属団体はTWWA。
誕生日は1月16日。
CV：遠藤智佳

### レッスルエンジェルス愛
佐尾山幸音鈴
名前は「さおやま さおり」と読む。愛1話「ミニマムストライカー」の主人公。
かつて新女の興行で見た、当時無名だったボンバー来島の姿を見て自分も「デカくてごつくて強い女子プロレスラー」になることを志した。
しかし、中学でほとんど背が伸びなかったため、来島のようなレスラーになることを諦める。
新女に入団し、デビューも間近に控えていたものの、突如、六角葉月と共にブラジルへ遠征することになり、図らずもブラジルでデビューを果たす。
その後、更にアメリカへと遠征した後に凱旋、帰国後に同期の辻香澄と共にタッグ・ミニマムレイザーズを結成して日本デビューを果たした。
子供の頃に習ったムエタイをベースにした打撃技を得意とする。リーチの問題で近づかないと攻撃が当たらないこともあり、打たれることを恐れずに前に出ていくファイトスタイルを取る。
愛称は「さおさお」（ただし、本人はあまり気に入っていない）。
必殺技は真空飛び膝蹴り。
誕生日は8月16日。出身は鹿児島県。
CV：斎藤千和
六角葉月
名前は「むすみ はづき」と読む。愛2話「用心棒」の主人公。
アマチュアレスリング日本女子選手権フリースタイル2連覇の実績を持つオリンピック候補生だったが、右目の負傷で選手生命を絶たれる。
以後、街で喧嘩に明け暮れる荒んだ生活を送るようになったが、そこに新女のスカウトを受けてプロレス入りする。
が、そこで同期のパンサー理沙子やブレード上原を悪し様に言った先輩を再起不能に追い込んでしまったため、新女を去る。
その後は、各団体のエース候補を刺客から守る用心棒レスラーとして各国を渡り歩いた。
やがて、後進指導のために理沙子に招かれ帰国、以後は新女に所属した。
レスリング仕込みのグラウンド戦を得意とする。
人生の中で栄光も挫折も味わったため、どこか達観した所がある。
用心棒として守った縁で、ソフィー・シエラとその親友ダークスターカオスとは友人。ジェナ・メガライトとも交友関係がある。
かなりの酒飲みで、団体近くの屋台にはよく顔を出しているらしい。
必殺技はラビリンススリーパー。
誕生日は4月15日。出身は茨城県。
CV：田中敦子
ソニックキャット
本名、結城みか。愛3話「音速ヒロイン」の主人公。元はTRPG・GURPS『リング★ドリーム』のキャラクター。
幼い頃よりヒーローが好きで、それが高じて東京女子プロレスで特撮ヒロインとのタイアップレスラーとなった。真のヒロインは実際に強くなければいけない、という信条から、体を鍛えている。
常にそのキャラクターになり切っているが、それが素なのか演技なのかは本人にもわからないらしい。
タイアップ先の番組が終了した後も高い人気を誇っており、怪我と引退で新旧エースを同時に失った東女を支え、東女が武闘派団体からギミックレスラー団体へと変質する嚆矢となった。
祐希子革命直前のマイティ祐希子や菊池理宇にも会っており、知ってか知らずか彼女らを後押しした。
また、ブラジル遠征の際には出会ったディアナ・ライアルを東女に移籍させて彼女を救った。
必殺技はシューティングスタープレス、プラズマソニックボム。
誕生日は12月13日。出身は星の海国のアンドロメダ銀河 （自称）。
CV：斎藤千和
メイデン桜崎
本名、桜崎美咲。愛4話「戦うメイドさん」の主人公。
高校時代は成績優秀・スポーツ万能・品行方正な生徒会長として生徒や教師から一目置かれ、また、恐れられていたが、先の見えてしまっている自分の人生に嫌気がさして東京女子プロレスに入団した。
しかし、中卒が多いプロレス界で高卒というディスアドバンテージを持つ彼女は伸び悩み、以後4年間、中堅レスラーとして燻る。
そこで、東女の社長からメイドのギミックレスラーとしての再出発を命じられ、ミシェール滝と共に参戦先のWARSでメイドレスラーとしてデビューした。
生来、凝り性かつ思い込みの激しい性格のため、メイドレスラーとなってからは普段からもメイド風に接している。
同時に、サディスティックな一面もあり、毒舌家かつ執念深い。
ちなみに、メイデン桜崎というリングネームは東女の社長が語感で決めたらしい。メイデン（maiden）は乙女という意味であり、メイド（maid）とは関係ない（ただし、桜崎自身は処女である模様）。
必殺技はメイド・イン・ヘヴン。
誕生日は7月20日。出身は愛媛県。
CV：生天目仁美
ディアナ・ライアル
愛5話「サバンナの黒豹」の主人公。元はTRPG・GURPS『リング★ドリーム』のキャラクター。サバイバー2においては唯一の雇用可能な外国人選手。
ブラジルのイタリア移民系クレオールとして生まれたが、10歳の時に両親を事故で失い、幼い弟や妹たちを養うため学校をやめ働き始める。
11歳の時、高額の報酬を得られるということでミレーヌ・シウバに薦められてプロレス入りするが、幼い体には負担が大きく、体を壊しかけてしまう。
そこを、偶然ブラジルに遠征に来ていた東京女子プロレスの一行に救われ、ソニックキャットの家での1年間の療養の後、日本デビューを果たす。
幼い弟や妹たちの面倒を見てきたため、世話焼きな性格。日本語や日本の風習はソニックキャットに教わった（ただし、ソニックキャットが故意かどうかは不明だが歪んだ内容を教えているため、かなりサブカルチャー方面に偏った日本観を持っている）。
趣味はネットで弟や妹たちと話すこと。
ちなみに、二つ名の「サバンナの黒豹」は東女の社長が語感で決めたらしい。が、ブラジル高原にあるサバナ気候の草原はカンポであるし、そもそもブラジルには、ジャガーはいても豹は生息していない。
必殺技はダブルムーンサルトプレス。
誕生日は9月17日。
CV：柚木涼香
ガルム小鳥遊
本名、小鳥遊薫（たかなし かおる）。愛6話「地獄の番犬」の主人公。
実家は林業を営んでおり、そこで鍛えた日本人とは思えぬほどの巨体を買われてGGJに入団した。
しかし、GGJは責任者の失策で旗揚げ戦にて大失敗してしまう。
何とか団体を盛り立てようと彼女が行った荒々しい喧嘩ファイトが受け、それなりのファンの獲得に成功するが、新女のパンサー理沙子対吉原泉の異種格闘技戦を境に次第に客足が減少し、GGJは解散する。
その後は、しばらく肉体労働のバイトで食いつなぎつつ雌伏の時を過ごし、時を見計らってGGJ時代の友人のダイナマイト・リン、後輩のオーガ朝比奈と共に新女に殴り込みを仕掛けた。
以後、フリーのヒール勢の中心的存在として活躍をつづけ、オーガ朝比奈・フレイヤ鏡と共にフリー三大ヒールと呼ばれている。
後に、寿千歌に雇われ、朝比奈と共に寿零のコーチを務めた。
また、SA-KIもデビューまでの世話をしている。
リング上ではラフファイトを繰り広げる典型的ヒールだが、リング下では苦労を重ねただけあり、かなりの人格者。
アルコールに関しては下戸。自分に似ず可愛い妹がいるらしい。
必殺技はガルムズディナーという名のショルダータックル。
誕生日は9月4日。出身は山梨県。
CV：斉藤貴美子
レインボー岩城（アルコ・イリス）
本名、岩城彩菜。中学時代テニス県大会優勝の実績と、アイドル候補生であったルックスを併せ持つレスラー。
とある芸能事務所にアイドル候補生として所属していたが、その事務所がプロレス団体・GGJを発足させたときにアイドルレスラー候補の一人として抜擢される。
同期のアイドルレスラー候補が厳しい練習に耐えかね次々と脱落していく中、唯一デビューまで漕ぎ着けた。
しかし、デビュー戦において本人が知らぬところで責任者にあからさまな八百長を仕込まれ、団体と共に大きなバッシングを受けてしまう。
GGJはガルム小鳥遊の奮闘によりラフファイト路線で一定のファンの獲得に成功し、周囲の誤解も解けていくも、結果的に彼女自身が目指していた王道プロレスとは団体色がかけ離れてしまい、コーチの阪口正吉の仲介もあり海外へと渡った。
海外では虹の女神アルコ・イリスの名で活躍。
後に、ブレード上原が太平洋女子プロレスを立ち上げるとそこに招かれ帰国、海外で身に付けたルチャリブレで活躍した。
明るく嫌みのない性格で、GGJ時代の同期のガルム小鳥遊とは親友。
誕生日は6月9日。出身は埼玉県。
ヴァーミリオン岸岡
パンサー理沙子政権成立以前の新女で、中堅のトップ（上から5番手）あたりにいたレスラー。ルックスはガルム小鳥遊と同程度らしい。
GGJ発足の際、コーチ兼選手として新女から引き抜かれた。が、責任者と彼女のプロレスに対する認識の違いから教え子たちが逃げ出してしまい、結局、物になったのはレインボー岩城とガルム小鳥遊だけだった。
ガルム小鳥遊とダイナマイト・リンを中心としてGGJがラフファイト路線に転向すると、彼女もそれに合わせてファイトスタイルを変更する。
その後、オーガ朝比奈の入団とほぼ同時期に小鳥遊に後事を託し引退した。
ウィッチ美沙
本名、天神美沙（あまがみ みさ）。愛7話「ひとり魔女裁判」の主人公。
類稀なる観察力と洞察力を持ち、ある程度の将来は予測できるという稀有な才能な持ち主。しかし、本人は自分の才能に正確に把握しておらず、自分には魔法が使えると思い込んでしまっている。
中学時代は陸上の選手だったが、その運動能力に目を付けた新女にスカウトされる。
一度は断るものの、こっくりさんに従いプロレス入りを決意、改めて入門テストを受けて合格した。
同期には小縞聡美・サキュバス真鍋・榎本綾らがいる。
語尾に「～（なの）です」と付ける癖がある。かなりのマシンガントークであり、毒舌家。
自分の魔法には絶対の自信を持っているため、やや自信過剰な面もある。
サバイバー2の初回特典のドラマCDでは新キャラの中で唯一キャラクターソングを披露した。
必殺技は黄泉堕としという名のキャプチュード
誕生日は6月14日。出身は青森県。
CV：後藤邑子
寿零
本名、寿澪（出生時の名前は竹宮澪）。愛8話「殺戮兵器」の主人公。
6歳の時、両親と伯母を事故で失い、母の実家の寿家に養子として引き取られる。
しかし、そこで従姉の寿千歌にいじめられ、澪ではなく零と名乗るよう強要された。
千歌がビューティ市ヶ谷に対抗意識を燃やすと、コーチとして雇われた柴田利之・ガルム小鳥遊・オーガ朝比奈らに打倒市ヶ谷のために格闘家としての英才教育が施される。
祐希子革命で市ヶ谷が一時失踪していた際には教育が中断されるものの、市ヶ谷がレミー・ダダーンに勝利し日本人初のIWWFヘビー級王者となったことを機に教育が再開する。修行の一環として世界各地のプロレス団体に殴り込みを仕掛け、次々と各地のレスラーを病院送りとした。
しかし、これを問題視した寿財閥によって送り込まれた刺客レスラー・メロディ小鳩に敗れ、以後、千歌の下を離れ小鳩と共に行動する。
幼いころの姉からの虐待の経験から無感動なところがあるが、本来は心優しく温厚な性格。
しかし、試合においては心を閉ざしていることが有利に働き、情け容赦ない攻撃を繰り出すことができる。
ボクシングをベースにしたファイトスタイルは、プロレスよりも総合格闘技に近い。
必殺技はサイレント・ナックル。
誕生日は2月15日。出身は京都府。
CV：福圓美里
寿千歌
寿零の義理の姉である、寿財閥の令嬢。「生きた迷惑博覧会」と評される歪んだ性格を持つ。
母親を、零の両親と共に事故で失っており、その恨みから零に対して虐待を加えた。
学業においても運動においても優秀で、柔道は府大会3位に入賞するほどの実力だったが、同じく財閥令嬢であり、かつ、柔道日本王者のビューティ市ヶ谷という存在がいたため、嫉妬心から市ヶ谷を一方的にライバル視するようになる。
打倒市ヶ谷のため、零に格闘技の英才教育を施し、一時の中断を挟んだものの、零を引き連れて世界各地のプロレス団体の道場破りを繰り返すようになる。
しかし、これを問題視した寿財閥によって送り込まれた刺客レスラー・メロディ小鳩に零が敗れ、更に自分も、怒った小鳩に関節を外されるという惨敗を喫する。
その際、身を挺して自分を守ってくれた零に対して今まで取ってきた態度を悔いた。
しかし、それによって、澪（零）のためにも初志貫徹しなければならないと変な風に思い込んでしまい、より一層打倒市ヶ谷を目指すようになってしまう。
こうして、新女や市ヶ谷への工作活動に勤しむ一方で、対市ヶ谷のための人材発掘に力を尽くす。
工作活動は失敗するよう寿財閥が根回しをしたため成果が上がらなかったが、人材発掘の結果、ライラ神威・氷室紫月・保科優希・近藤真琴、そして、大空みぎりを発見することに成功した。
メロディ小鳩
本名、沢城小鳩。愛9話「流浪の旅人」の主人公。
元女子プロレスラー・ギルティ美鷹とそのマネージャーを両親に持つ二世レスラー。
母の現役引退を機に、彼女がその仕事を受け継いだ。
普段は華やかな飛び技をメインに闘うが、裏の顔は関節技を使い問題のあるレスラーを潰すために派遣される刺客レスラー。
寿財閥から母の下に来た、寿千歌と寿零が世界各地で繰り返す道場破りを大事になる前に止めてほしいという依頼を、母の代わりに受ける。
そして、見事、零と千歌を打ち破ることに成功、千歌から引き離した零と共に旅を続ける。
その後、WARSにてフリー選手としての正式デビューが零と共に決まっていたが、紆余曲折あってその直前に出会ったSA-KIと共にデビューすることになる。
幼い頃より両親と共に旅を続けてきたこともあり、サバイバル技術に長けており、ナイフと洗面用具さえあれば何不自由なく生活できるほど。
「いひ」という独特の笑い方をする。
必殺技はムーンサルトプレス。
誕生日は1月9日。出身は和歌山県。
CV：下屋則子
ギルティ美鷹
メロディ小鳩の母。元・女子プロレスラー。現在は、レスラー時代のマネージャーと結婚し、花屋「とりかご」を経営する。
現役時代は問題行動を起こすレスラーを潰す刺客レスラーとして、世界各地を旅して回った。その格闘技術とサバイバル技術は娘に受け継がれている。
ちなみに、SA-KIの着用している衣装は彼女の若い頃の衣装である（ただし、衣装が娘によって勝手に貸し出されているという事実を彼女自身は知らない）。
また、ライラ神威を寿千歌に引き合わせたのも彼女である。
「うふ」という独特の笑い方をする。
ルーチェ・リトルバード
キックボクシング出身の若手選手。元は愛のシナリオ執筆者である泥士朗のオリジナルキャラクター。
GWAの育成機関であるGWASSに所属していたが、寿千歌に連れられた寿零の襲撃を受ける。高額のファイトマネーにつられて立ち会うも、完敗した。
誕生日は2月8日。
星野ちよる
本名、星野千夜。愛10話「魔法使いのいないシンデレラ」の主人公。
不幸体質を持っているらしく、何故か彼女には次々と災難が降りかかる。
そのこともあり、周囲からも邪険に扱われていたが、中学に転校してきた木ノ下七海に親身にされてからは親友となった。
中学卒業後、叔父に虐待を受けていた七海を星野家に引き取り上京。七海の夢であったプロレスラーになるため、新女の入門テストを共に受けるが不合格だった。
以後、東京女子プロレスの運営するプロレス教室に七海と共に通う。
運動神経も体力も非常に低いが、受け身の技術だけは非常に高く、交通事故に遭ってもほとんど怪我を負うことが無いほど。
世代的には武藤めぐみ・結城千種と同期で、彼女と七海が落ちたテストに合格したのがその二人だった。（サバイバー２ではその二人より３歳年下で、受け身の才能を見出されて逸材と判断された。）
サバイバー２においては、ちよる込み（逆さ押さえ込み）、ちょるだーたっくる（ショルダータックル）、逆水平ちよるっぷ（逆水平チョップ）、背中アタック（トペ・レペルサ）、レベル4ムーンサルトプレスという、本来よりも威力が低い専用技を5つも持っている。
必殺技はちよる込み。
誕生日は3月5日。出身は島根県。
CV：後藤沙緒里
SA-KI
本名、氷川砂響（ひかわ さき）。愛11話「堕天使」の主人公。
幼い頃に教会に預けられ、神父を親代わりとして育った。
高校卒業後にスーパーマーケットで働いていたが、教会に預けられていた子どもの入院、勤めていたスーパーマーケットの倒産、過労による神父の発病などの不幸が相次ぐ。
彼女自身も騙されて怪しい仕事に就けられそうになったが、中学時代にやっていた柔道のおかげで事なきを得る。それが偶然メロディ小鳩と寿零の目に止まったことから、覆面レスラーとしてぶっつけ本番でWARSのリングに上がることになった。
その後、事情を知ったフリーのヒール勢の元締め・ガルム小鳥遊の下で鍛錬を積み、教会の運営を助けるため、正式にプロレスラーとしてデビュー。
普段はおしとやかな性格で、教会に預けられた他の子供達の面倒を見る心優しい女性。しかしコスチュームを身に着け、覆面レスラーになると性格が一変。対戦相手や観客を下品な言葉で口汚く罵る、サディスティックなヒールレスラーとなる。
しかもそれは演技ではなく、元からサディストの気はあった模様。実は本人もそれを知っており、柔道をやめたのも、「自分が、他人を投げ飛ばすことを喜んでいる」と、気付いたためだった。
彼女の正体は、女子プロレス関係者とごく一部のファンしか知らず、教会の子供達も彼女がプロレスラーであることは知らない。
サバイバー２では誰かに見出されたわけではなく、自分から決意してプロレスラーになる。教会の運営を助けるためなのは同じで、入団の際に正体を隠すことを条件にするのは、神父や子供達にプロレスラーであることを知られたくないから。
覆面レスラーなのもそのためだが、特に子供達には、悪役レスラーSA-KIが自分であることを知られたくない。だからSA-KIの正体は徹底して秘密にしている。
必殺技は罪悪固め。
誕生日は3月10日。出身は山形県。
CV：進藤尚美
大空みぎり
愛12話「生物災害」の主人公。
身長190cmという女性離れした体格を持つ。
その超高身長を買われて高校バレーにスカウトされたが、場の空気を読めないというチームプレイにおける致命的な弱点があり、また、力の加減が出来ずチームメイトに怪我をさせてしまうことも多く、バレーボールでは大成しなかった。
しかし、その巨体に目をつけた寿千歌によってスカウトされ、打倒ビューティ市ヶ谷の最有力候補とされた。
千歌とともにIWWFへと殴り込みに行き、トップのクリス・モーガンの下で修行、モーガンのタッグパートナーとして米国で暫く活躍した後、新女へと殴り込みを仕掛けるために帰国した（ただし、この時点で新女はJWI分離騒動の最中であり、標的である市ヶ谷は既に新女を去っていた）。
周りを傷つけようと思っている訳ではないようだが、注意力が欠落しているために図らずも怪我をさせてしまうことが多い。（空気が読めないことといい、不注意型のADHDか？）
本人は、おっとりとしたマイペースな性格なので、意識的に人を傷つけることに必ずしも向いている訳ではない。
必殺技は超高層ボディスラム、ギロチンフォール。
誕生日は5月5日。出身は北海道。
CV：折笠富美子

### レッスルエンジェルスサバイバー2
AGEHA
アマチュアイラストレイターのふうたがデザインし、『電撃PlayStation』編集部が設定に関わったコラボキャラ。『電撃PlayStation』誌上で行われた新キャラデザインコンテストで入賞し、サバイバー2に登場した。
正体不明の覆面レスラーで、常に覆面をかぶって片言の日本語をしゃべる。
本人曰く、とある組織に所属し、UMAハンターとして闇の者たちと闘いを繰り広げているらしいが、詳細不明。
必殺技はフライングボディプレス。
誕生日は8月8日。出身は東京都。
CV：後藤邑子
十六夜美響
サバイバー2で外国人レスラーのデザインを担当した末次誉亮がデザインしたキャラクター。
偶然なのかどうかは不明だが、居るだけで周囲に災厄を振りまいてしまうという不思議な体質を持つ（上記の星野ちよるとは異なり、本人は被害を受けない）。
試合においては、その災厄を相手に叩き付けるというパワーファイトを得意とするヒールレスラー。
必殺技は災厄降臨。
誕生日は8月16日。出身は大分県。
CV：大原さやか
神楽紫苑
マイコーF91がデザインしたキャラクター。
常にけだるげな表情を見せる、ヒールレスラー。
プロレスラーになった理由は本人もよく分かっていないらしい（色目を使って社長を籠絡しようとしている描写はあるので、社長の財産目当ての可能性はある）。
必殺技はSTO。
誕生日は9月14日。出身は大阪府。
CV：福圓美里
楠木悠里
アマチュアイラストレイターの七裏がデザインし、『電撃PlayStation』編集部が設定に関わったコラボキャラ。『電撃PlayStation』誌上で行われた新キャラデザインコンテストで入賞し、サバイバー2に登場した。
ダークスターカオスに憧れてプロレスラーになった少女。
カオスと同じく、恵まれた体格からのパワーファイトを得意とするが、少々不器用な面もある。
根は温和な性格。
必殺技はユーリスターハンマー
誕生日は8月20日。出身は兵庫県。
CV：生天目仁美
栗浜亜魅
久水あるたがデザインしたキャラクター。
アレイスターの使い魔の転生と自称するオカルト好きの少女。自らの団体の社長が主人で、自分はその使い魔である、と思っているらしい。
好物はソフトクリーム。
必殺技はチキンウィングフェイスロック。
誕生日は7月26日。出身は岐阜県。
CV：後藤沙緒里
桜井千里
泉まひるがデザインしたキャラクター。
強くなることに最大の価値を見出す、ストイックな少女。
守るべきものがあるとそれが足かせになるため、強くなるためには孤独でいるべきである、というポリシーを持つ。
そのため、笑顔なき求道者とも言われているが、ただ人の温もりを知らないだけである可能性もある。
必殺技はハイキック。
誕生日は2月19日。出身は広島県。
CV：水樹奈々
獅子堂レナ
ふじもとさとるがデザインしたキャラクター。
幼いころから空手を習い、遂には「眠れる獅子拳」なる我流拳法を開いた少女。具体的にどのような拳法なのかは不明。
リング上では打撃を中心とした熱い試合を繰り広げるが、リング下では常に眠そうにしており、立ったまま寝ていることも多い。
必殺技は踵落とし。
誕生日は12月22日。出身は埼玉県。
CV：広橋涼
森嶋亜里沙
菊池政治がデザインしたキャラクター。
祖父が南国で海賊をしていたと称する、海賊のギミックレスラー。
常に冷静で、感情を表に出さないクールな性格。
しかし、ゴキブリを大の苦手としており、ゴキブリを見たときは恐怖で泣き叫ぶ等と普段のクールさとはかけ離れた態度をとってしまう。
必殺技はダイヤモンド・カッター。
誕生日は7月6日。出身は徳島県。
CV：豊口めぐみ